# Tatárjárás Magyarországon

A tatárjárás Magyarországon néven a mongolok és szövetségeseik elsősorban a 13. században bekövetkezett támadásait értjük. Az első, igazán pusztító invázió 1241–42-ben történt, illetve 1285-ben egy jóval kisebb mértékű; ez utóbbit második tatárjárás néven ismerjük.
A 13. században Európának az egyre hatalmasabb kiterjedésű Mongol Birodalom további nyugati terjeszkedésével kellett szembenéznie, amely végül Lengyelország, Morvaország és Magyarország 1241–1242. évi feldúlásában nyilvánult meg. A mongolok támadása az akkori Európa történelmének egyik meghatározó eseménysorozata volt. A veszély évszázadokig fennállt, pedig a Mongol Birodalom nyugati szárnya 1261–1262-ben több, egymással rivalizáló részre (kánságra) szakadt: a Fekete-tengertől és a Kaszpi-tengertől északra fekvő területeket uraló Arany Hordára, a perzsa és iraki Ilhanátusra.
A mongol sereg 1241 márciusában tört be az országba, és előörseik néhány napon belül elérték Pestet. IV. Béla király és Batu kán csapatai között a döntő ütközetre  1241 áprilisában került sor a Sajó mentén, az észak-magyarországi Muhi mellett. A mongolok az ún. muhi csatában legyőzték a magyar sereget, majd üldözőbe vették a menekülő magyar királyt, aki végül a dalmáciai Trau (ma Trogir) közelében lévő szigeten keresett menedéket. A döntő csata után a mongol csapatok letarolták az országot. A korabeli források szerint a legnagyobb pusztítást az Alföld települései szenvedték el, ahol a 70-80%-ot is elérhette a népességvesztés mértéke. Ezután Bulgárián keresztül vonultak vissza, és 1242-ben elérték a Fekete-tengert, hatalmas pusztítást hagyva maguk után.
Az európai inváziójukat időnként villámháborúként írják le: amilyen gyorsan betörtek Európába, olyan gyorsan el is tűntek. A nyugati hatalmak egyike sem bizonyult képesnek arra, hogy megállítsa őket. A gyors visszavonulásukra számos elmélet született. 

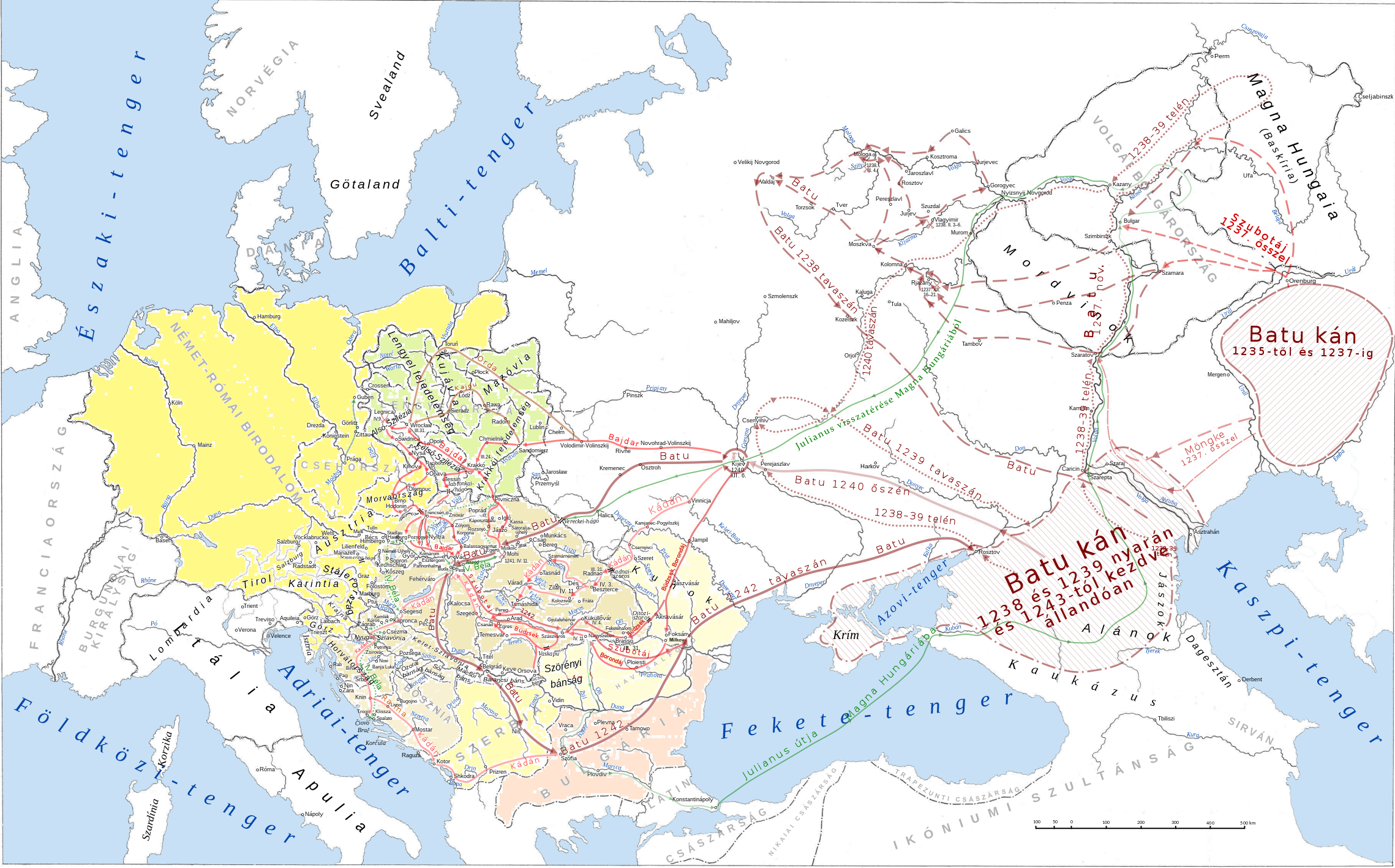
Az európai tatárjárás (1235–1242)

A Mongol Birodalom növekedése és utódállamai
(a mai országhatárokkal)

Mongol hadjáratok, balra fent a Szübötej 1222–23-as nyugati hadjárata

## A tatárok
A mongolokat a magyar történetírók tévesen tatároknak nevezték el, mivel a Fekete-tengertől északra élő türk nyelvű népcsoportok egy része behódolt nekik és felvette az egyik mongol törzs, a ta-ta nevét, és segédnépként részt vett a mongolok hadjárataiban. A mongolokhoz csatlakoztak kipcsak és kun csapatok is.
A magyar történetírás a „tatárjárás” kifejezést alkalmazza az Arany Horda által elkövetett későbbi betörésekre is.

## Előzmények

### A Mongol Birodalom

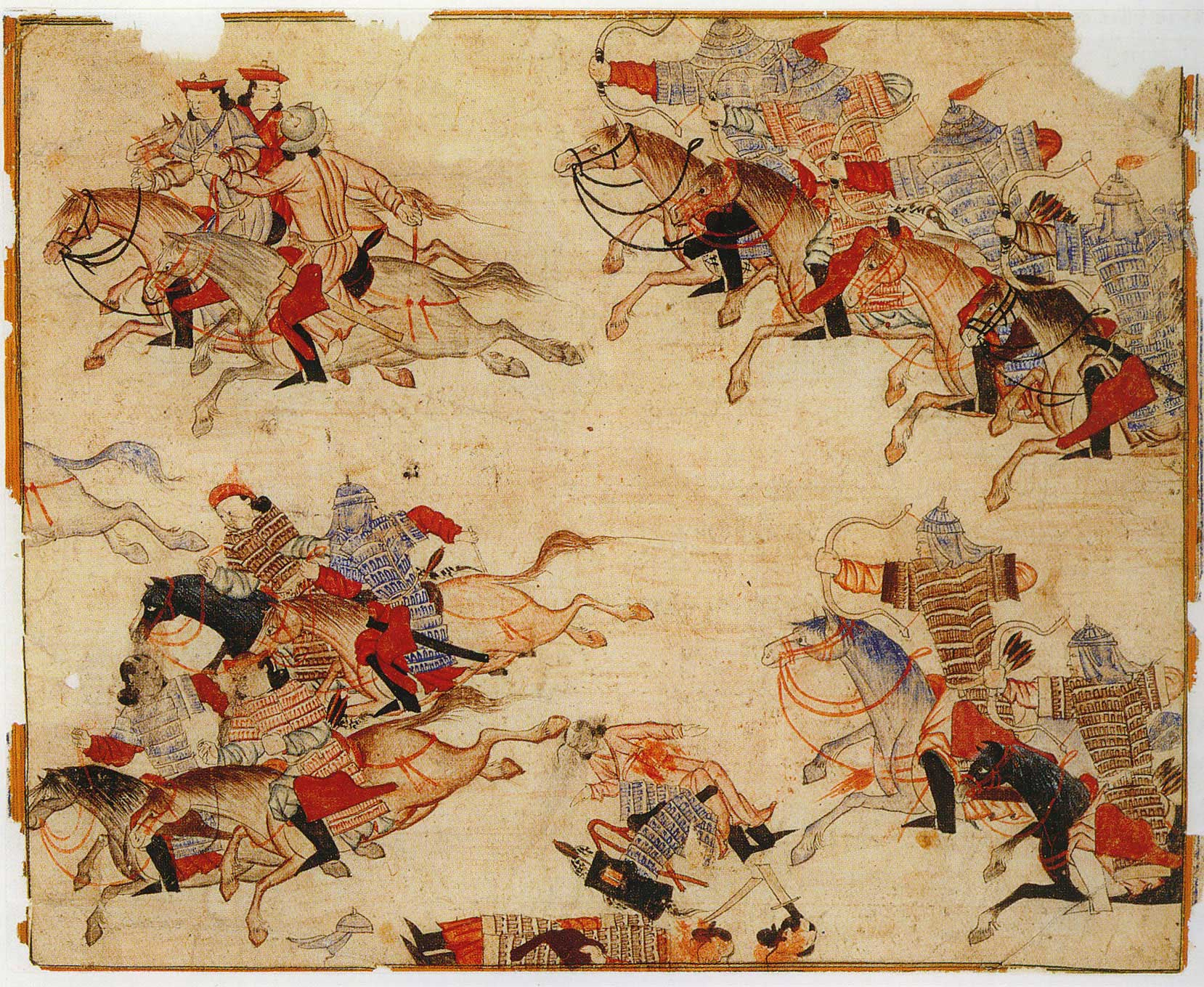
Mongol lovasok középkori ábrázolása

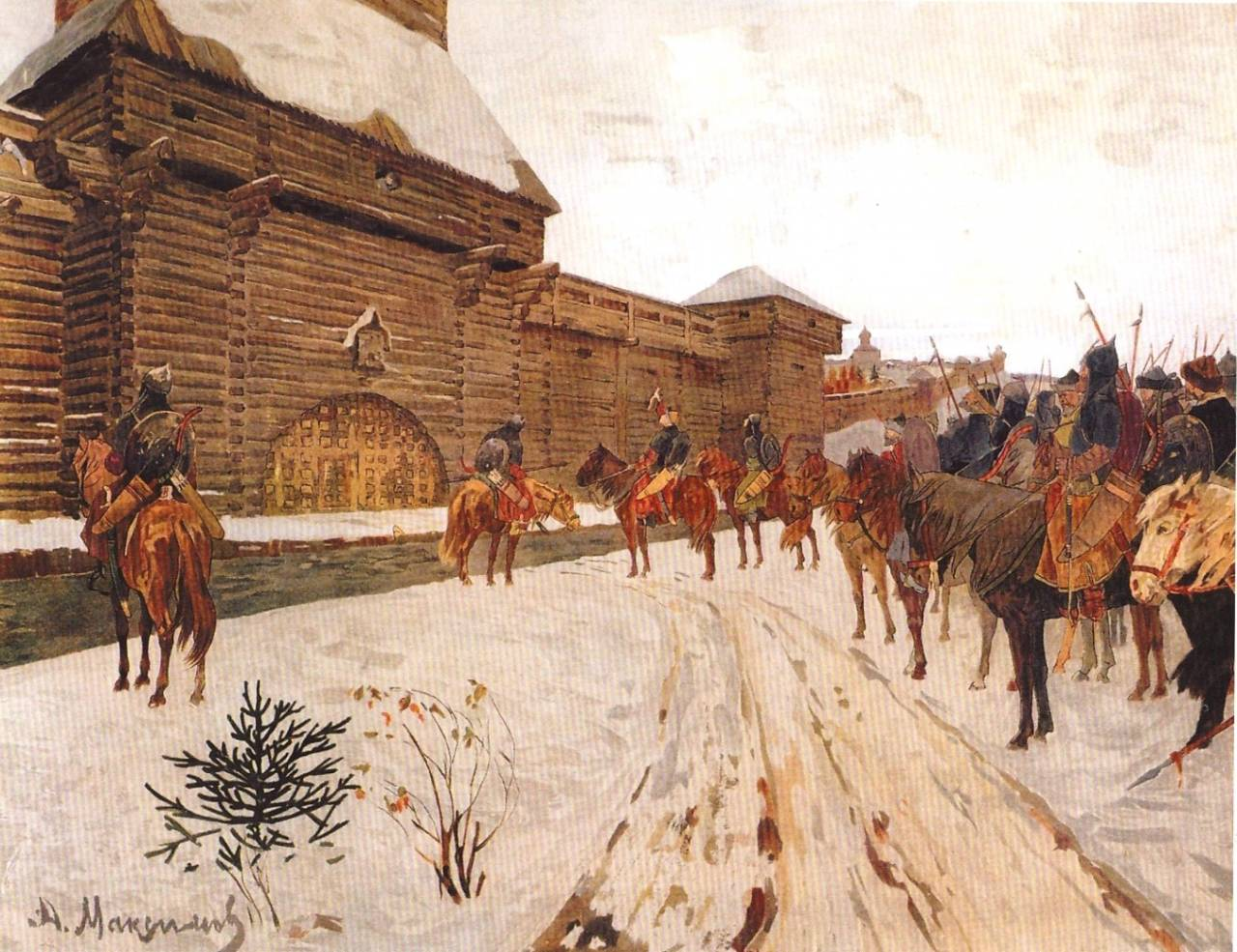
A mongol sereg a kelet-európai Vlagyimir falainál. Vaszilij Makszimov (1844–1911) festménye

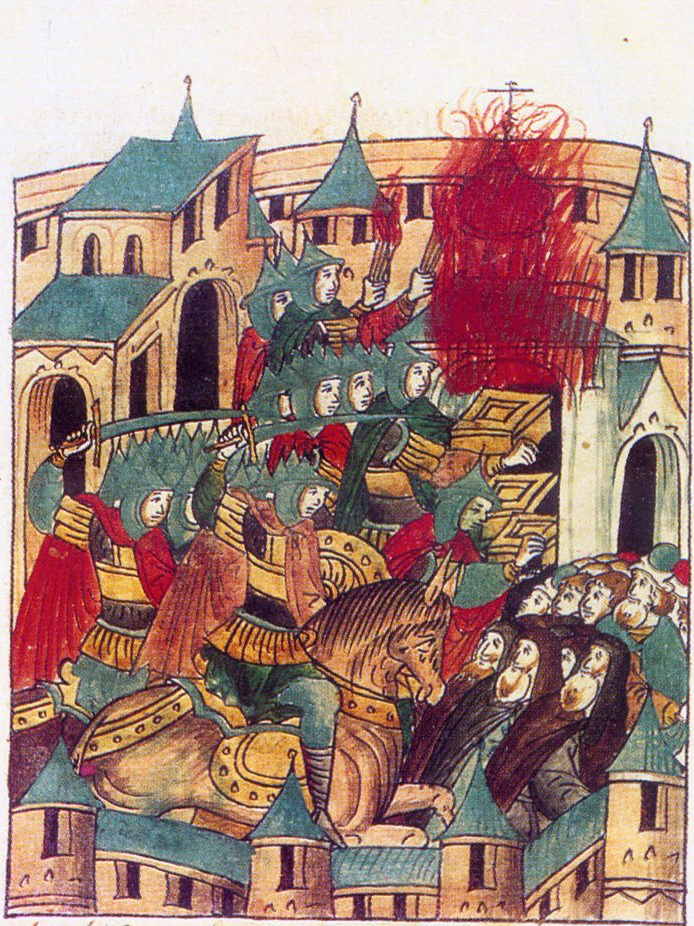
Batu kán feldúlja Szuzdalt

A 13. század elején Dzsingisz kán és örökösei létrehozták a világ legnagyobb összefüggő birodalmát, amely fénykorában Koreától Magyarországig terjedt. A dzsingiszidák nemcsak az egész eurázsiai sztyeppét, a nomádok hazáját hódították meg, hanem uralmuk alatt három másik civilizációt is egyesítettek: a kínait, amelynek központja és hátországa 1279-re az ő uralmuk alá került; az iszlámot, ahol meghódították a keleti iszlám területek nagy részét, majd 1258-ban a korábbi központot, Bagdadot; és 1241-től az ortodox keresztényt, ahol csak a hátországot uralták, a bizánci központot nem. Ráadásul a 13. század egyetlen nagyhatalmaként a mongolok még a birodalmukon kívül eső régiókat és civilizációkat is érezhetően befolyásolták, így Japánt, Délkelet-Ázsiát, az indiai szubkontinenst, az arab Közel-Keletet és Európát. A birodalom folyamatosan terjeszkedő egységként létezett, 1206 és 1260 között Mongóliából irányították.

#### Mongol törzsek a Nyugat határán
A 13. század második évtizedében Belső-Ázsia nyugati felén az itt élő törzsek és fejedelmek torzsalkodásai megkönnyítették a mongolok térnyerését. A Karakitáj Birodalom összeomlását közvetve egy najman trónkövetelő, Gücslüg okozta, akit a karakitájok befogadtak. Miután Gücslüg, II. Mohammed hvárezmi sahhal szövetkezve a trónra tört és megdöntötte a karakitáj államot, ott rémuralmat gyakorolt és Dzsingisz kán hívei közül sokakat kivégzett. Dzsingisz, fia Dzsebe vezetésével bosszúhadjáratot indított a karakitájok ellen, és hamar felszámolta a birodalmukat. A karakitáj függésből felszabadult Mohamed hvárezmi sah, aki akkorra már Irán nagy részét, Transzoxániát és Afganisztánt is uralta, lebecsülte a mongolok erejét, és otrari kormányzója lemészároltatta a mongolok követeit, akik kereskedelmi kapcsolatok felvétele miatt keresték fel a várost.
A mongolok 1219-ben dühükben büntetőhadjáratot indítottak Hvárezm ellen, a legendás hadvezér és stratéga Szubotáj és Dzsebe irányításával. A mongolok Transzoxániát, Kelet-Iránt és Afganisztánt hódoltatva a sah üldözésére indultak, aki a Kaszpi-tenger egy szigetére menekült, és ott meghalt. A mongol haderő így a Kaukázus közelébe került, ahol 1220/21 telén a Kaukázuson túli területek feldúlása után megtámadta és feldúlta IV. (Lasen) György király uralta Grúziát. Ez volt az első eset, amikor a mongolok keresztény haderővel ütköztek meg. A felderítő jellegű mongol hadtest nem akart állandó hadállást kiépíteni a térségben, ezért átkelt a Kaukázuson és 1222-re eljutott a kipcsak–kun legelőterületig a délorosz sztyeppékre.
Az itt nomadizáló – ritkán földműveléssel is foglalkozó – kunok még a 11. században vonultak be a Volgától az Al-Dunáig terjedő dél-orosz sztyeppékre, ahol előttük az úzok és besenyők éltek. Bár időnként összetűzésbe kerültek az orosz hercegségekkel, kiterjedt kereskedelmi kapcsolatot létesítettek velük, sőt a kunok egy dinasztiája házassági kapcsolatot is létesített az orosz fejedelmekkel. Ebbe, a jászokkal (az alánok utódai és az oszétek elődei) közösen birtokolt és megosztott közegbe nyomult be Szubotáj és serege a Kaukázus keleti peremén, Derbent kereskedővároson át. A kunok a jászokkal szövetkezve talán megállíthatták volna a mongolokat, azonban utóbbiak ügyes diplomáciai húzással megosztották a kun–jász szövetséget, és a kunokat kivonulásra késztették a térségből. A mongol sereg a jászokat ezek után könnyűszerrel leverte, majd miután a görög–örmény kereskedők lakta Trapezunti Birodalomba, Szudak városába bevonultak, és azt feldúlták, a keleti kunok ellen fordulva azok nagy részét saját szállásterületükön megsemmisítették. A menekülő Kötöny kun vezér apósánál, Msztyiszláv halicsi fejedelemnél keresett menedéket, ahol rávett néhány orosz uralkodót, hogy ütközzenek meg a mongolokkal, mielőtt azok belépnek a rusz területére. Az egyesült orosz–kun sereg, a kijevi nagyfejedelem vezetésével kezdetben sikeresen vette fel a harcolt Szubotáj seregével, azonban az Azovi-tenger melletti Kalka folyónál 1223 május 31-én (vagy június 16-án) döntő ütközetre került sor és itt a kun–orosz szövetség döntő vereséget szenvedett. Az eseményről a Tveri Krónika úgy emlékezik meg mint a Kijevi Rusz történelmének legnagyobb tragédiájáról.
Szubotáj a csata után északra fordult, és a Volga mentén élő bolgárok ellen vonult, ahol a volgai bolgárok uralkodója, Ghabdulla Cselbir elteber által vezetett csapatok a még ott élő keleti magyarokkal szövetkezve a mongolokat tőrbe csalták. 1223-ban a legyőzhetetlennek tartott mongol hadak a szamarai Volga-kanyarnál vereséget szenvedtek.
A mongol bosszúhadjáratot Dzsocsi, Dzsingisz kán fia 1227-ben bekövetkezett halála akadályozta meg, majd meghalt Dzsingisz kán is. Utódja Ögödej nagykán a nyugati területek (ulusz) kánjává Batut tette meg, majd az 1229 évi kurultájon döntés született a nyugat bekebelezéséről aminek fő irányítója és stratégája Szubotáj lett.
Kukdaj és Bubede által vezetett mongolok 1229-ben visszatértek, és az Urál-folyónál legyőzték a bolgár határvédő csapatokat. Miután II. András magyar király 1229-ben orosz bojároknak is menedéket adott Magyarországon, már akkor hallott a közeledő veszélyről.
Ehhez a hadjárathoz csatlakoztak az akkori Mongol birodalom legkiválóbb vezérei, Möngke, a későbbi nagykán, Toluj fia, és Dzsingisz unokája, és a legendás Szubotáj bagatur, aki már az előző hadjáratot is vezette. Pár évvel később, 1232-ben a mongol lovasság meghódította Baskíria délkeleti részét, és elfoglalta a Volgai Bolgárország keleti részét is. A bolgárok földjén a csapattestek 1236-ban találkoztak. A volgai bolgár főurak nem tudtak egységbe tömörülni, és 1236-ban vereséget szenvedtek Batu kán és hadvezére, Szubotáj kb. 130 ezer fős seregétől (Bilär, Bolgár, Szuár, Szükätaul és egyéb erődítmények bevétele során). A lakosságot megölték vagy rabszolgasorba hajtották. A Volgai Bolgárország a Dzsocsi ulusza, a későbbi Arany Horda része lett. Ez után benyomultak kipcsak területre, ahol az egyik kun vezért, Bacsmant a Volga torkolatvidékéig üldözték, és ott elfogták (egy másik kun fejedelem önként alávetette magát Ögödej nagykánnak). Később az alán vezért is megölték, és immár a teljes kipcsak pusztát uralták. Bolgárország nyugati területét elhagyva kibontakozott az a nagyszabású hadművelet, melynek célja az orosz fejedelemségek, Lengyelország és Magyarország leigázása volt.
Rjazany, amit Jurij nagyherceg védett, 1237 decemberében esett el, majd Kolomna, Vlagyimir, Szuzdal, később Moszkva. 1238-ban a Dnyeper keleti partján voltak, és csapattesteik folyamatosan átkeltek a folyón. Ekkor álltak másodszor szemben a kunokkal, akik már ismerték a mongolok kegyetlenségét, lehengerlő harcmodorát. Vezérük, Kötöny és mintegy negyvenezer harcosa nem ütközött meg a mongolokkal, hanem nyugatabbra húzódtak, a Magyar Királyság területére, ahol Kötöny menedékért cserébe ígéretet tett arra, hogy felveszi a keresztséget. Erre 1239-ben került sor, amikor IV. Béla a kunok elé ment a magyar határra, és ő lett Kötöny keresztapja is. A magyar király, amellett, hogy keresztényi kötelességének eleget tett, úgy gondolta, hogy a kunok betelepítése hadműveleti szempontból is előnyös lesz, hiszen úgy tartották, hogy „hasonszőrű” népről lévén szó, könnyebben védekezhetnek a betörő mongolokkal szemben.
Kilencnapos ostrom után, 1240. december 6-án elesett Kijev, s a nagyfejedelem, Csernyigovi Mihály Magyarországra menekült. Kijev bukásának a jelentősége nemcsak abban nyilvánult meg, hogy ezzel az orosz területek legjelentősebb városa semmisült meg, hanem ennek hatására helyeződött keletebbre az orosz dominancia a jelenlegi Moszkvai területekre. A mongolok Kijev eleste után Halicsot és Volhíniát pusztították el, ezek a hadműveletek közvetlen előkészítették a Magyar Királyságnak mint a mongol hadjárat stratégiai célpontjának lerohanását.

### Betörések a lengyel és cseh területekre
Oroszország nyugati részének meghódításával szabaddá vált az út Lengyelország felé. A tatár sereg egy része Krakkó és Boroszló (Breslau) felé vonult tovább. Batu kán, hogy megakadályozza IV. Béla szövetségeseinek összefogását, még Kijevnél négy részre osztotta seregét, – mintegy 300-400 ezer harcos – közülük három, köztük a közvetlenül általa irányított, megindult Halicson (nagyjából a mai Galícián) és a Kárpátokon átkelve Magyarországra, míg a Baidar vezette negyediknek Dániel halicsi herceg területén kellett áthaladnia és Lengyelországba betörnie. Hogy megakadályozzák, hogy a lengyel és a magyar fejedelmek egymást segítsék, a tatárok úgy döntöttek, hogy Európába egyszerre három helyen törnek be: Lengyelországban, Erdélyben és Magyarországon. Krakkót 1241. március 18-án lerombolták. Az egyesült német-lengyel seregekre a végső vereséget néhány héttel később, 1241. április 9-én az Legnicai csatában mérték. A csatában a Kajdán parancsnoksága alatt álló tatárokkal a Lengyel Királyság állt szemben, amelyet II. (jámbor) Sziléziai Henrik vezetett, és amelyet a Német Lovagrend és a Római Birodalom lovas serege támogatott.

### Magyar Királyság és Európa

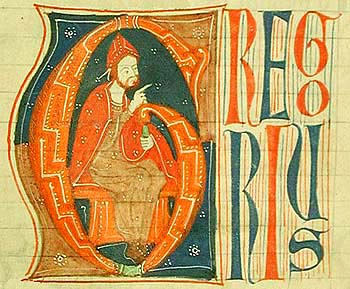
IX. Gergely pápa ábrázolása egy 1270 körüli kódexben

Magyarországon II. András és IV. Béla kora jelentette az egyház hatalmának csúcspontját. Az 1222-ben kiadott Aranybulla egyes részei ellen már III. Honoriusz pápa is ellenérzését fejezte ki, és végül IX. Gergely nyomására fejlesztették tovább a királyi levelet. 1231-ben megszületett a bulla első korrekciója, amely az egyház érdekei szerint készült. Ez a dekrétum az egyházi birtokok megerősítése mellett az állami jogkörbe tartozó igazságszolgáltatást is jórészt egyházi kézbe tette le, ugyanis a bírói döntéseket bizonyos esetekben a felállított káptalani hiteles helyeken kellett elfogadtatni.
A magyar uralkodók azonban nemcsak az állam irányításában álltak szemben a pápával, hanem gazdasági érdekeik is gyakran ütköztek. Ennek legfontosabb eleme a királyi sómonopólium volt, amely a koronának egyre jelentősebb bevételeket jelentett. A só kereskedelmét pedig izmaelita kereskedők bonyolították az egész királyság területén.
A kor egyháza a koldulórendek szegénysége mellett azonban jelentős gazdasági és pénzügyi hatalomra is szert tett. Ezért IX. Gergely fellépésére a magyar egyház igyekezett kiiktatni az izmaelita monopóliumot. A pápa Magyarországra küldte legátusát, Pecorari Jakabot, Palestrina püspökét, azzal az ürüggyel, hogy ott térítse keresztény hitre az izmaelitákat és a zsidókat. Jakab azonban hamar II. András értésére adta a követelést, hogy a só kereskedelmének jövedelmét adja át az egyháznak. András kincstárának jelentős részét adta az izmaelita kereskedők adója, ezért a király megtagadta Gergely óhaját. Erre válaszul az egyházfő 1232. február 29-én kiközösítés alá helyezte egész Magyarországot, amelyet Róbert, esztergomi érsek léptetett érvénybe. Az 1231. évi dekrétumban biztosított jogára hivatkozva, a nagyböjti ájtatosságra készülő kiközösített hívek előtt bezárultak a templomok kapui, megszűnt a szentségek kiszolgáltatása, az egyházi temetés, elhallgattak a harangok.

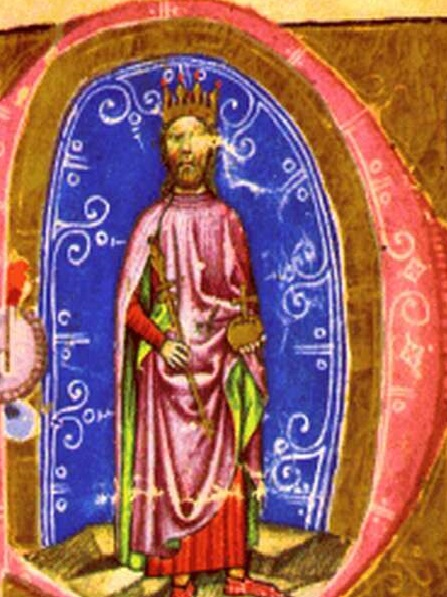
IV. Béla (Képes krónika)

Miután András trónja nem állt a legbiztosabb lábakon, a király kénytelen volt engedni, és 1233. augusztus 20-án Jakab és András megkötötte a beregi egyezményt, amely a sómonopólium mellett az egyház függetlenségéről is szólt, és Gergely törekvéseinek tükrében az államot gyakran az egyházi hatalom alá rendelte. Az igazságszolgáltatás privilégiumának megerősítése mellett a beregi szerződés felmentette a klérust az adók és a kamara haszna fizetése alól, az izmaelitákat pedig eltiltotta minden közhivataltól és gazdasági tevékenység folytatásától. Gergely azt is elérte, hogy megkülönböztető jel viselésére kötelezzék őket.
Az egyházi befolyás ilyen mértékű megnövekedése okot adott volna Gergely pápának, hogy közbelépjen a mongolok támadásakor, de a császárral zajló konfliktusa miatt erre nem volt lehetősége.
1241-ben javában dúlt II. Frigyes császár és IX. Gergely pápa között a konfliktus, így keleten maga a kereszténység került súlyos veszélybe. Frigyes császár helyett, aki Szicíliában székelt, a Németország ügyeit ténylegesen III. Eppsteini Siegfried mainzi érsek intézte. A „tatárok” csapásai alatt több keleti birodalom összeomlott, méghozzá viharos gyorsasággal. Tudnunk kell, hogy az Árpádok uralta Magyar Királyság Európa politikai életének egyik meghatározó állama volt akkoriban, így Frigyes császárnak ugyanúgy fontos érdekei kötődtek az országhoz, mint Gergely pápának, mégis mindkét hatalmasság csak biztató szavakkal segítette Bélát.
Ami Franciaországot illeti, ott IX. Lajos a valdensekkel harcolt, s hatalma még nem stabilizálódott.
IV. Béla, még apja életében mint társuralkodó regnált a keleti országrészben, II. Andrással  sok kérdésben, például a birtokadományok rendszerében nem egyeztek. Amikor apja halála után 1235-ben trónra került, első intézkedéseivel megpróbálta helyreállítani a megtépázott királyi tekintélyt, egyúttal bosszút állt anyja Gertrúd ellen a pilisi erdőben történt merénylet résztvevőin. A korabeli leírások szerint makacs, merev személyiség volt, akaratát igyekezett minden körülmények között végrehajtatni.  A nagy befolyással bíró főurak nagy részét börtönbe vetette, elindította az apja által eladományozott birtokok visszavételét, amivel nagyapja, III. Béla birtokviszonyainak helyreállítását tűzte ki célul. Kancelláriát hozott létre, így az urak panaszaikkal már nem fordulhattak közvetlenül a királyhoz. Külsőségekben is szigorú fegyelmet követelt meg, jelenlétében még a főurak, sőt közvetlen tanácsadói sem ülhettek le, ezzel követelve meg a király iránti feltétlen tiszteletet.
A magyar hatalmi elitet leginkább a birtokvisszavételek sújtották, így az országban átmeneti válsághelyzet alakult ki, sok főúr ellene fordult. Ennek hatására Béla óvatosabban alkalmazta birtokpolitikáját, remélve, hogy a feszültség közte és a nagyurak között enyhül. Az elkövetkező időszakban azonban a tatárokról szóló hírek hatására kun törzseket fogadott az országba, remélve, hogy azok tapasztalatai és harcmodora segítségével a várhatóan bekövetkező mongol–tatár betöréseknek elejét tudja venni. Ezt az intézkedését a főurak ellenezték, a kunokat tatár kémeknek tartották, ez tovább élezte a király és a főurak közötti feszült viszonyt. Utóbbiak nagy része nem vette komolyan a tatár veszélyt. Ebben az uralkodó elitet megosztó helyzetben érkeztek az első híradások a mongol–tatár betörés közvetlen veszélyéről.

## Julianus barát útja, tatár fenyegetések és magyar előkészületek
A Kunországon, a Ruszon és az iszlám Közel-Keleten túli területekről a latin keresztényeknek csak a leghalványabb és legpontatlanabb elképzeléseik voltak, ennek ellenére a tatár hadak nem meglepetésszerűen érkeztek Magyarországra. Az 1230-as években egyre több félelmet keltő hír érkezett keletről, nagy valószínűséggel ez is közrejátszott abban, hogy 1235-ben IV. Béla az őshazában maradt magyarok felkutatására küldte Julianus barátot néhány domonkos rendi kisérőjével, akiknek bár fő feladatuk a kunok területein túl élő népek térítése volt, hírhozó szerepet is betöltöttek a király számára. Julianus Baskíriában (a volgai bolgároknál) egy tatár követtől értesült arról, hogy a tatárok Németország ellen akarnak indulni. Julianust leginkább a mongol hadak szervezettsége nyűgözte le, az íjászok és az alkalmazott hadi taktika. A hadsereg etnikailag vegyes összetételű volt, különböző népekből állt, de a parancsnokságot mindig a mongolok gyakorolták. Julianus volt az első nyugati, aki meglehetősen átfogó és pontos jelentést készített a tatárokról, a nyugatot fenyegető veszélyről. Sikerült megszereznie egy levelet a tatár vezértől, ez Batu kánnak IV Béla királyhoz írott levele volt. Ez a levél a tatár diplomácia legkorábbi ismert példája ami a Nyugat felé irányult. A levél világossá tette, hogy a tatárok nemcsak Magyarország, hanem Róma és a továbbiak meghódítását is tervezik. Julianus 1237-ben érkezett haza, egyből értesítette a királyt és a pápai kúriát, elmondható, hogy Európában ekkor tudatosult a veszély mértéke. Egy magyar püspök 1238-ban Párizs püspökének írt levelében már hivatkozik két elfogott tatár előörs vallomására.
Julianus barát 1237-ben megpróbált visszatérni az általa Magna Hungariának nevezett magyar őshazába, de csak Moszkvától valamivel keletebbre – Szuzdalig – jutott, mert előző úticéljának területét a betörő mongolok közben elpusztították. Egy levéllel tért haza Batu kántól, amelyben a mongol kán – akárcsak a kunok révén küldött korábbi levélben – feltétel nélküli megadásra szólította fel a magyar királyt. Íme a levél szövege:

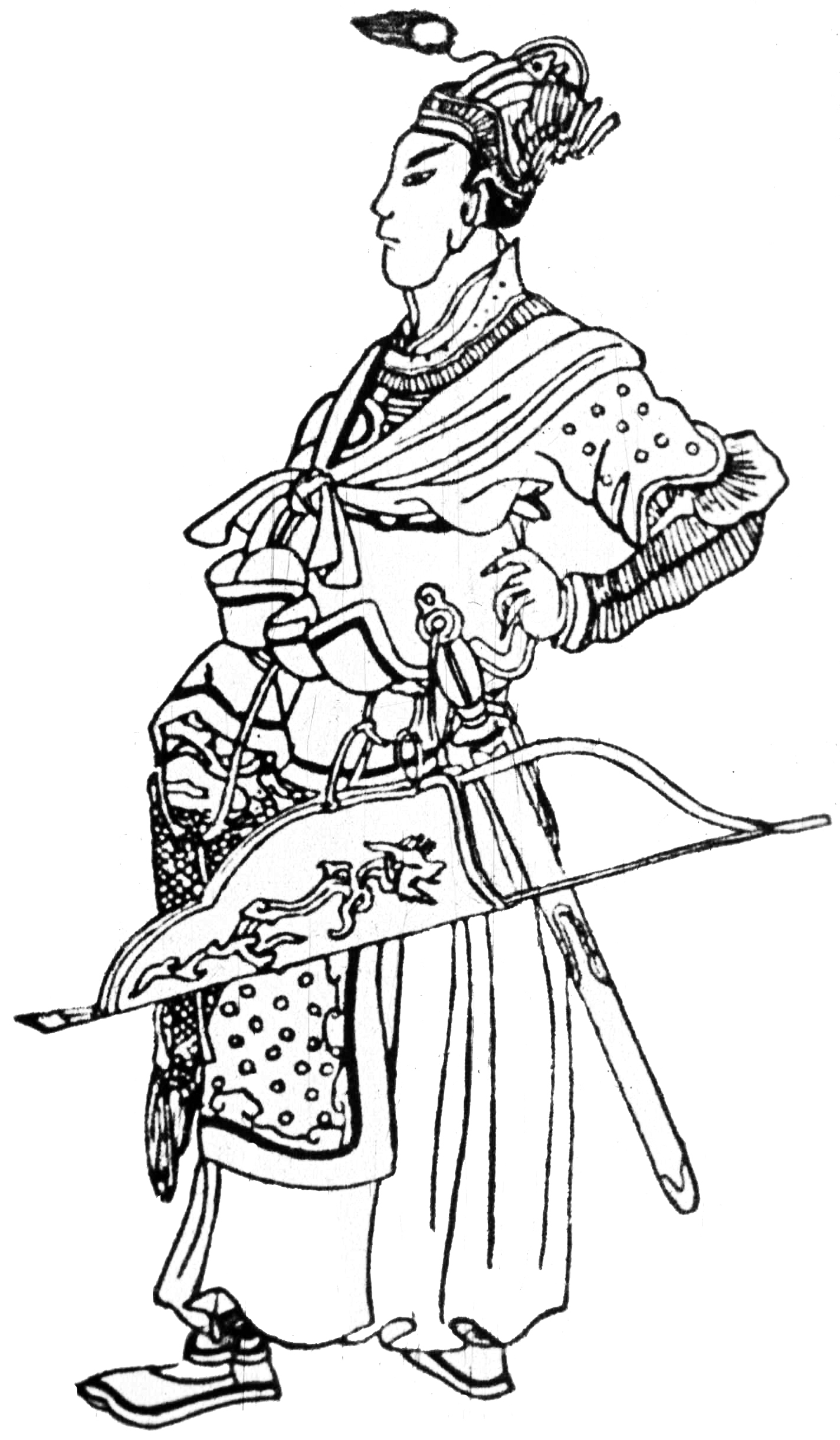
Batu kán középkori kínai ábrázolása

 „Én a kán, az Égi Király küldöttje, kinek hatalmat adott a földön, hogy a meghódolókat a maguk viszonyai között fenntartsam, az ellenszegülőket pedig eltiporjam: csodálkozom rajtad, magyarok királya, hogy amikor már harmincadszor küldök hozzád követeket, vajon miért nem küldesz vissza közülük egyet sem hozzám? Sem követeidet, sem levelet nem küldtél viszont hozzám. Tudom, hogy gazdag és hatalmas király vagy, hogy sok az alattvaló katonád, és, hogy egyedül uralkodsz egy nagy királyságban, és éppen ezért saját jószántadból nehezen hódolsz meg előttem. Pedig jobb és üdvösebb lesz reád nézve is, ha önként hódolsz meg előttem. Értesültem arról is, hogy a kúnokat, az én szolgáimat pártfogásodba vetted. Ezért meghagyom neked, ne tartsd őket továbbra is magadnál, hogy ellenségeddé ne legyek miattuk. Könnyebb ugyanis a kúnoknak kivándorolniok, mint neked; minthogy azok ház híján sátraikkal ide-oda vándorolnak, talán elkerülhetnek engem, de te házakban lakozol, neked váraid és városaid vannak, hogy menekülsz meg hát kezemből?!”
A Kádán  által legyőzött lengyel hercegek egy csoportja 1239 februárjában hozta el Batu kán harmadik, megadásra felszólító levelét a magyar királynak.
A vatikáni levéltárban fennmaradt Julianus barát feljegyzése a tatárok harcmodoráról („Levél a tatárok életéről”):
II. András a déli határvidék védelme céljából a Német Lovagrendet letelepítette a Barcaságba, Brassó közelébe, ami már a kunokkal határos vidék volt. Jelentős privilégiumokkal látta el őket, azonban a lovagrend ezeken túlmenően is többletjogokat erőszakolt ki magának a térségben (pl. engedély nélküli terjeszkedés kun területekre és pénzverés). A király ezért fegyveres kiűzésük mellett döntött a pápa tiltakozása ellenére.
Az orosz–kipcsak (kun) hadak az 1223-as Kalka menti csatavesztés után tömegesen menekültek nyugatra, és a mai Moldvában, a Keleti-Kárpátok lejtőin telepedtek le. 1224-ben II. András király kiűzte a Barcaságból az 1211-ben letelepített, de túlságosan önállósulni akaró Német Lovagrendet, így a Kárpátok kanyarulatában lévő Bodzai-szoros és Törcsvári-hágó ideiglenesen védelem nélkül maradt. A mongolok elől menekülő kun törzsek számára II. András magyar király és Róbert esztergomi érsek 1227-ben Milkóban megalapította a milkói püspökséget. A megkeresztelt kunok azonban nem vállalták az ország határainak védelmét, ezért Béla király 1239-ben az ország belsejében adott nekik menedéket
A tatárok támadásának hírére Béla király segélykérő leveleket küldött az egymással harcban álló pápának és a német–római császárnak (ez utóbbinak társuralkodója is volt), valamint a francia királynak, de nem kapott katonai segítséget.

## Az 1241–42-es invázió
1241–42-es magyarországi pusztítást leíró egyik fő forrás Rogerius mester, váradi kanonok műve, a Siralmas ének.
„Ebben az évben Magyarországot, mely háromszázötven éven át fennállott, a tatárok hada elpusztította”

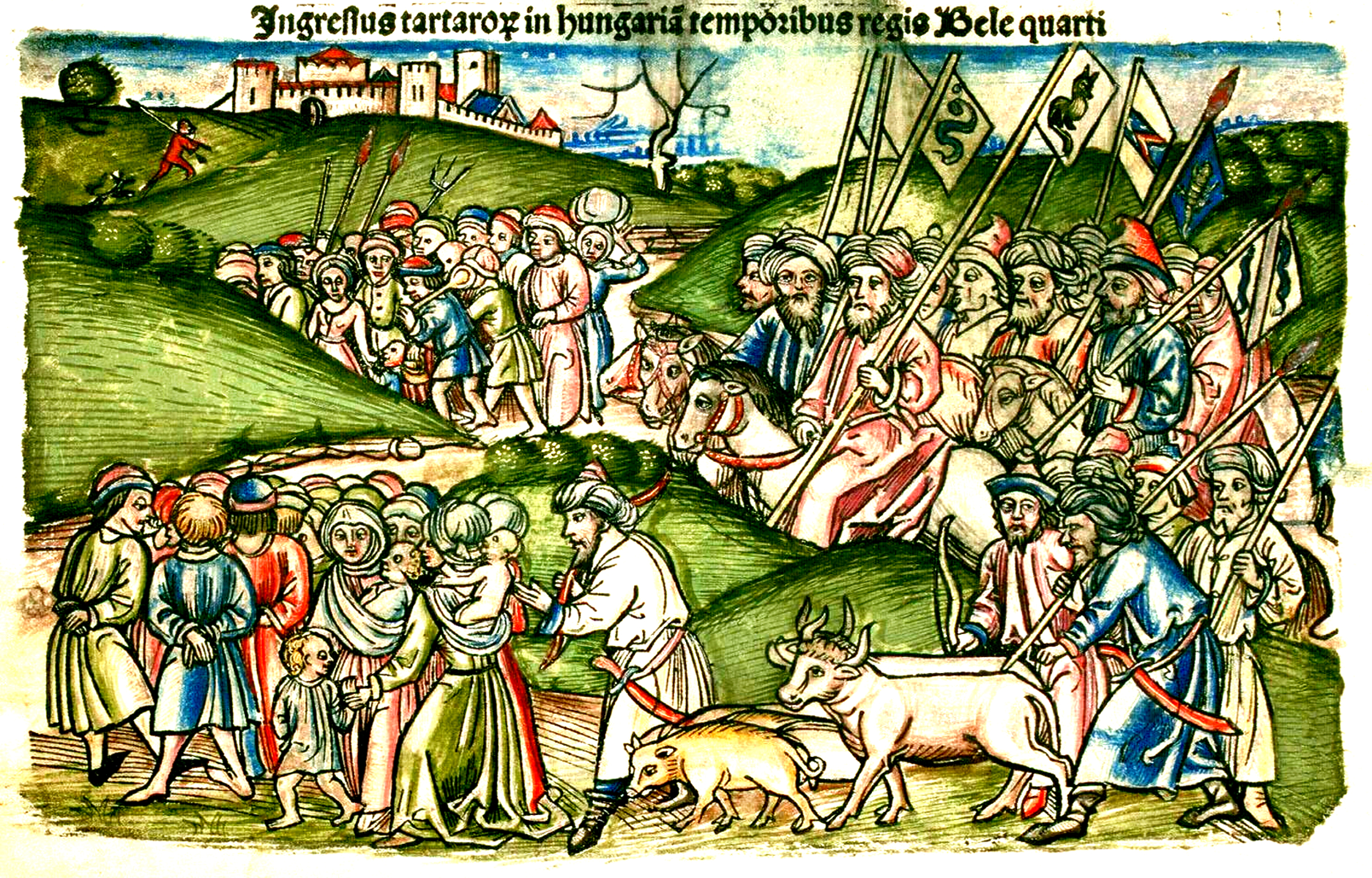
A tatárok betörésének több mint két évszazaddal későbbi (1488), hiteltelen ábrázolása Thuróczi János krónikájában. A 15. századi történetíró az oszmán törökökhöz hasonlította őket

A Magyar Királyság lerohanását a mongolok részletekbe menően kidolgozott stratégia alapján hajtották végre. A hadművelet stratégája Szubotáj volt, aki előző hadjáratai során már bizonyította hadműveleti-tervezői tehetségét. A hadművelet célja Magyarország elpusztítása és a király elfogása volt. A mongolok ezt névleg büntetőhadjáratnak indították, hiszen IV. Béla amellett, hogy a Kalka menti csata után befogadta a nyugati kunokat, földjüket a magyar korona alá rendelte, felvette a Kunország Királya címet. Azzal vádolták továbbá a királyt, hogy a hozzá küldött mongol követeket kivégeztette.
A mongolok terve szerint, egy háromirányú átkaroló csapatmozgással a jobb és baloldalon szintén három részre osztott seregtest támadást indít a magyar királyság ellen, míg középen a fő csapást végrehajtó ún. tümenek a fővezér, Batu kán irányításával egységben haladnak előre.

### A betörés és pusztítás

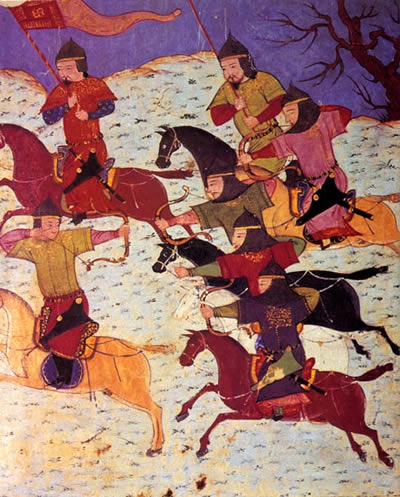
Tatár lovasok, miniatúra, Jāmiʿ al-tawārīkh (1294)

A legnicai csata után északról magyar területekre belépő mongol csapattest a Duna bal partját követve Pestnél szeretett volna egyesülni a Batu kán vezette főerőkkel, ezért szándékosan lassan haladt, hogy bevárhassák annak csapatait.
Értesülve Kijev elestéről IV. Béla február 17-én Budára ment, ahol tanácsot hívott össze a védekezés módjáról, egyúttal a főurak sürgetésére elrendelte Kötöny „védőőrizet” alá helyezését, hiszen a kunokban öltözetük, viselkedésük miatt sok főúr kémet gyanított. A király ekkor sem tudta még felmérni a tatárok teljes erejét, a főuraknak készültséget rendelt el, Tomaj Dénes nádort valószínűleg néhány száz udvari katonával a Vereckei-hágóhoz (Orosz-kapu) küldte.
Batu Szubotájjal és testvérével, Sejbánnal középen lendült előre, az Orosz-kaput, vagyis a Vereckei-hágót megcélozva. Bár az itt támadó főerők létszámát nem ismerjük, a feltételezések szerint nagyobb volt, mint az északi Orda vezette és a déli, Kádán  vezette sereg együttvéve. A nomád népek általános hadi taktikájának megfelelően a mongolok is előőrsként használták fel a meghódított népek harcosait. A mongolok előtt a kegyetlenségükről hírhedt mordvinok haladtak.
Batu a Vereckei-hágón 1241. március 12-én haladt át. A fatörzsekkel eltorlaszolt gyepűkapun ezernyi szláv favágó munkára kényszerítésével jutottak át. A Tomaj Dénes nádor által vezetett magyar határőrséget megsemmisítették. Maga Tomaj Dénes is csak nehézségek árán tudott elmenekülni, de már március közepén személyesen tett jelentést a királynak a betörésről.
Mivel a király nem bízott abban, hogy kellő időben megérkezik a nyugati segítség, március 15-én elrendelte a mozgósítást Pestre, a Rákos mezejére. A magyar főurak csak ekkor kezdték összegyűjteni csapataikat. A készenlétben álló esztergomi és fehérvári hadakat is ide vonták össze. Az udvari sereg és előkelőséget kísérő nehézfegyverzetű lovasság voltak az összegyűlt hadnép legértékesebb egységei. Jelen volt a templomos lovagrend „latinoknak” nevezett horvát–szlavón kontingense, illetve a johannita lovagok is megjelentek a felvonuláson. A létszámot illetően a rendkívül eltérő adatok közül a reális sereglétszám 15-25 ezer fő között lehetett. Az összegyűlt sereg létszámával Rogerius és Spalatoi Tamás szerint is a király elégedett volt.
A király Pesttől minél távolabb akart megütközni a mongolokkal, ezért megtiltotta, hogy harcba bocsátkozzanak azokkal, akik Tomaj Dénest üldözték. A mongol előőrsök a nagyobb folyók völgyein és a síkságokon előnyomulva és dúlva három nap alatt elérték Pestet, március 17-én elfoglalták és felgyújtották Vácot.
IV. Béla Báncsa Istvánnal, diplomatájával feleségét az osztrák határra küldte, egyúttal II. (Harcias) Frigyes osztrák hercegtől illetve II. Frigyes császártól katonai segítséget kért a mongolok elleni harchoz.
Csák Ugrin kalocsai érsek és az egyetlen külföldi segítség, II. Frigyes osztrák herceg a király tiltása ellenére megtámadta a mongolokat. Ugrin vereséget szenvedett, csak pár emberével sikerült megmenekülnie, Frigyes azonban kisebb győzelmet aratott, és ezzel sokakat felbátorított. A foglyul ejtett mongolok között kunokat is véltek találni, és ez a magyarokban fokozta annak gyanúját, hogy a kunok összejátszanak az ellenséggel. Budán a felizgatott tömeg megölte Kötönyt és több kun előkelőt. A Kunságban összegyűlt kun sereg erről értesülve a magyarok ellen fordult. Feldúlták a Duna-Tisza közét és a Szerémséget, közben megsemmisítették Bulcsú csanádi püspök és Barc fia Miklós seregét, majd dél felé elhagyták az országot.
IV. Béla március 20. körül indult kelet felé, a tatárok, akik Pest alatt is voltak, folyamatosan hátráltak előlük. Muhi közelébe 10-15 nap alatt értek.
Még a ruszoktól délre induló mongol sereg – a bekerítés bal szárnya – Moldva és Havasalföld felől március 31-én a Kárpátokon, a Borgói-hágón átkelve betört Erdélybe. Ezt a hadtestet nagy valószínűséggel Ögödej fia, Kádán, Csagatáj unokájának, Bürinek a támogatásával vezette. Ezzel párhuzamosan egy kisebb egység Büdzsek vezetésével az Ojtozi-szorost illetve Borondáj vezetésével Vöröstoronyi-szorost célozta meg.
Kádán március 31-én a Borgói-hágó (Radnai-hágón) betörve Radna városát pusztította, 1241. április 2-án legyőzte az erdélyi határőr csapatokat, majd feldúlta Besztercét (április 3.), Kolozsvárt (április 11.), Váradot, Örvéndet, Tamáshidát, Pereget, és Csanád térségében egyesült a Büdzsek és Borondáj vezette legdélebbi bal szárnnyal, amely a Szeret és az Olt folyó mentén haladt.
Büdzsek, miután belépett az Ojtozi-szoroson, elpusztította a moldvai milkói püspökséget, átkelt a Bodzai-szoroson, felégette Brassót (március 31.), lemészárolta Pósa  erdélyi vajdát, a hadával együtt. Ezután bevette Küküllővárt, Gyulafehérvárt (április 4.), Szebent (április 11.) és Kercet.
Kádán nem egyesült Batu seregével, pedig lehetősége nyílt rá, de a mongol haditerv mást tartalmazott. Elpusztították Szegedet, és észak-északnyugatnak nyomulva elérték Pestet, Budát, Vácot és Esztergomot.

### A muhi csata

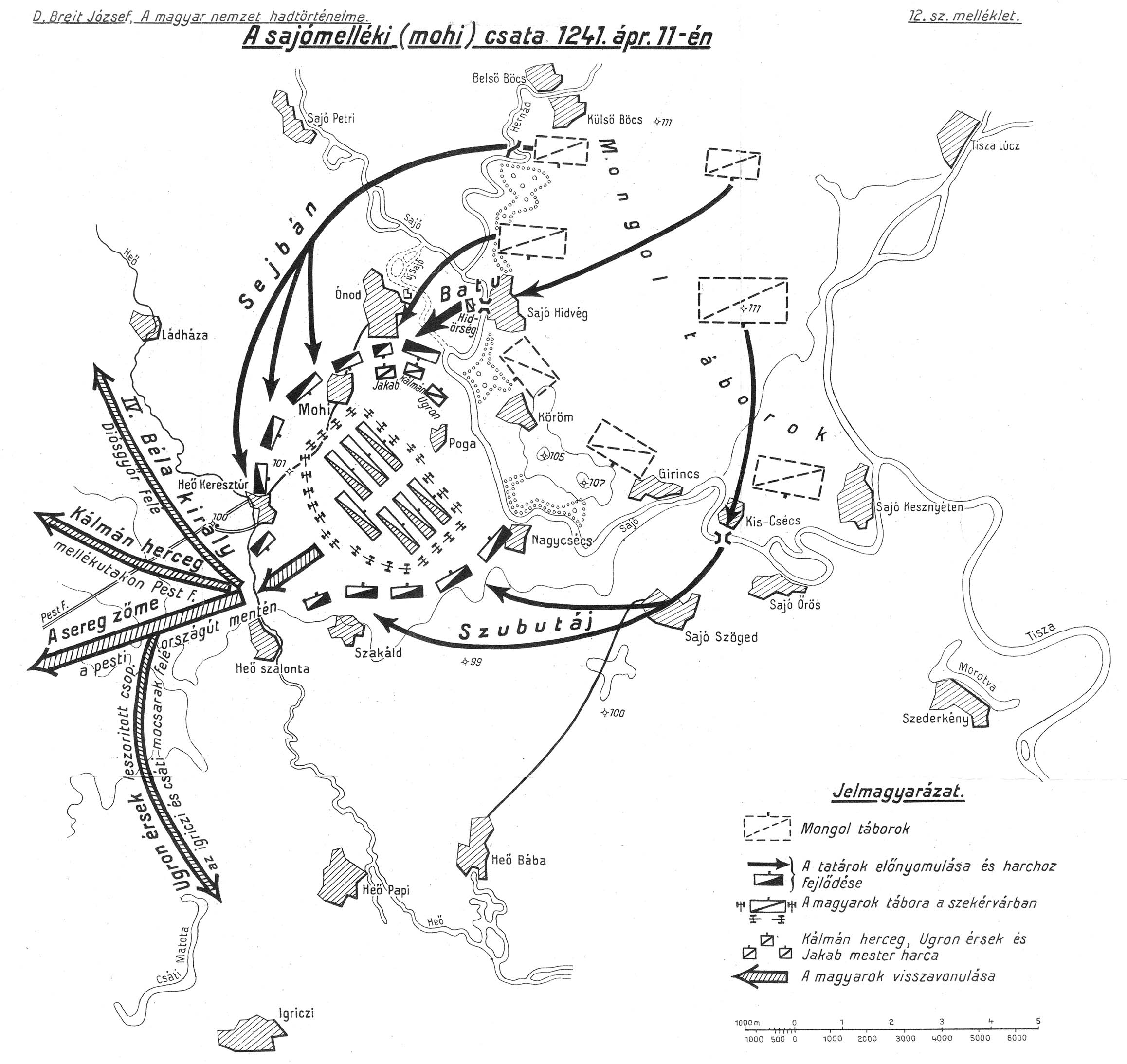
A Sajó menti (muhi) csata. A térkép csak megközelítő pontosságú

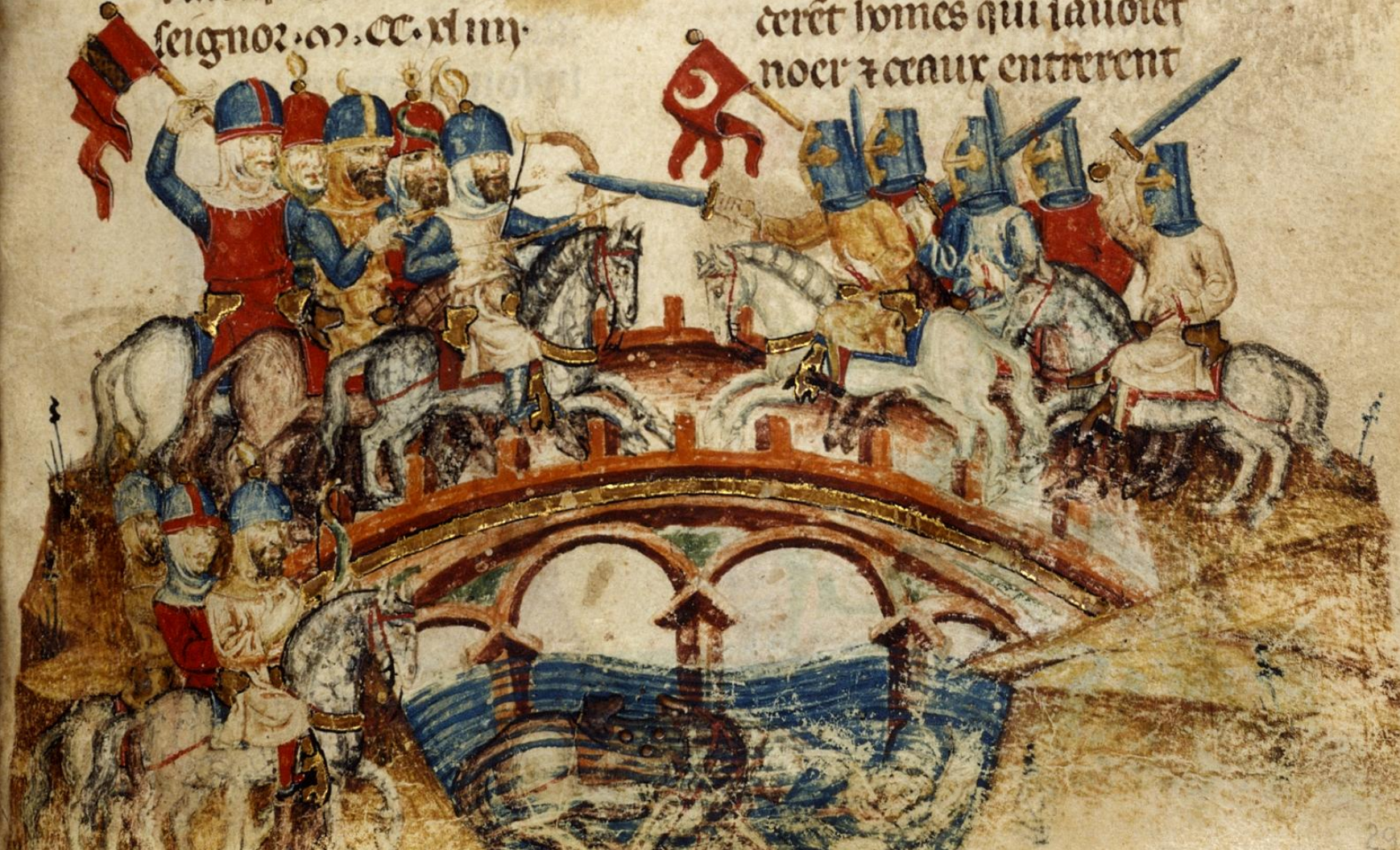
A muhi csata ábrázolása korabeli nyugati kéziratban

Április 9. után, miután feldúlta Lengyelországot és a legnicai csatában legyőzte a sziléziai, a lengyel és német hadakat, Batu kán csapataihoz újabb mongol sereg csatlakozott Orda kán vezetésével. Batu szándékosan lassan haladt előre, hogy ezt a csatlakozást bevárja. Mivel a magyarok még nem készültek fel teljesen, valószínűleg Batu hadteste elég lett volna az ütközethez, ám Batu tartotta magát a haditervhez, hogy bevárja az északi és déli tümeneket, akik késésben voltak. IV. Béla verbuvált csapatai azonban, akiket kisebb mongol előörsök az út során rendszeresen „kóstolgattak”, időközben eljutottak a Pestet és Vereckét összekötő út feléig, a Sajó partjáig, így Batu, mivel a déli, (a balszárny) még nem érkezett meg, egyedül volt kénytelen szembenézni a magyar sereggel.
A régebbi történeti munkák százezres tatár sereggel számoltak Muhinál, de a később valószínűsített 50 ezres létszám (Pauler Gyula) is valószínűtlenül soknak tűnik. Az újabb munkák szerint a magyar sereg 15-20 ezres létszáma állhatott szemben Batu 20-25 ezres seregével.
Két nappal később a mongol fősereg a muhi csatában (1241. április 11.) megütközött a magyar királyi haddal, és vereséget mért rá. Maga az összecsapás inkább mészárlásnak volt mondható, és bár a magyar fél komoly hadvezetési hibákat mutatott, kimenetele szempontjából alakulhatott volna kedvezőbben is. A csata során a mongolok is jelentős veszteségeket szenvedtek. A feltételezések szerint a meglehetősen jól szervezett, vasszigorral vezetett mongolok túlerőben voltak. IV. Béla és vezérkara a tájékozatlan, fegyelmezetlen csapatait képtelen volt megfelelően harcra buzdítani.
A magyarok szekértáborát a mongolok bekerítették és módszeresen gyilkolták a menekülni képtelen katonákat, akik ahogy tudtak, bátran helyt álltak. Mivel a tatárok nem tudták bevenni többszörös rohammal sem az erődítésüket, folyosót nyitottak nekik, hogy az itt kis csapatokban kitörő katonákat leöljék. Ezekhez az egységekhez csatlakozott az uralkodó és vezérkara is. Ezt a csapatot a király hű emberei hősies önfeláldozással védték a nyomukba eredt mongol harcosoktól. A csatában elesett Ugrin kalocsai és Mátyás esztergomi érsek, Rajnald erdélyi, Jakab nyitrai, Gergely győri püspök, és számtalan főúr, világi előkelőség is. A király öccse Kálmán herceg súlyosan megsebesült, sebeibe később bele is halt. Az itt elesett áldozatok számát több forrás is eltérően közli, egyesek szerint hatvanötezer magyar vesztette életét, más források szerint tízezren, nagy valószínűséggel utóbbi tűnik reálisnak.

### A király menekülése, további mongol hadműveletek

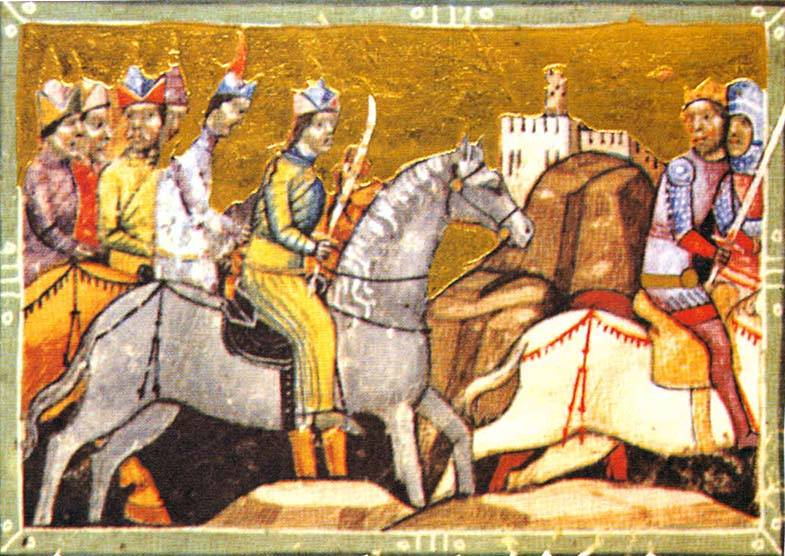
Béla király menekül az őt üldöző mongolok elől (Képes krónika)

A muhi csata után Batu seregei viszonylag lassú tempóban, legyező szerűen szétszóródva a Duna felé vonultak, útközben megsemmisítve a szórványosan ellenálló magyar egységeket. Taktikájuk szerint erőiket nagy területen szórták szét, hogy a megfélemlítés a lehető legjobban elérje célját, és a fosztogatás is teljesebb legyen. Mialatt a király még Ausztria felé menekült, a mongolok sikertelenül próbálták bevenni Győr, Pannonhalma és Székesfehérvár erődítményeit. A mongol seregek egy része Kadán vezetésével a sebesült Kálmán herceget és az Ausztriából hazatérő Béla királyt üldözte Segesd, Varasd, Kemlék, Csázma és Zágráb irányába, de egyetlen várat sem vettek be, részben azért sem, mert a menekülő Béla királyt akarták elfogni, és az ostromok több időt igényeltek volna. A király elfogása azért is fontos volt számukra, mert tartottak attól, hogy ő újraszervezheti csapatait, és akár belső, akár külső segítséggel, de jelentős ellenállási góc alakulhat ki körülötte.
Béla király, aki váltott lovakkal, hű emberei által védve észak velé lovagolt, Gömör, Hont, Nógrád, Bars megyék északi érintésével jutott Nyitrára, majd Pozsonyba ment, ahonnan II. (Harcias) Frigyes biztonságosabb helyre, a már osztrák területen levő Hainburg várába hívta. Ott azonban Frigyes foglyul ejtette, arra hivatkozva, hogy még apja, II. Andrásnak fizetett hadisarcát Béla fizesse vissza. A magyar király csak jelentős váltságdíj, illetőleg területi engedmények – három vármegye átengedése – fejében távozhatott, most már délnnyugat felé, Zágrábba. Később öccsét, a sebesült Kálmán herceget, aki Muhinál kapott sebet, Segesdről idehozták, itt is halt meg.
IV. Béla Zágrábból Báncsa nembéli István váci püspökön keresztül értesítette a pápai udvart a muhi csata véres veszteségéről. A püspök a IX. Gergely pápán kívül II. Frigyes császárral is találkozott. A két hatalmasság háborút vívott egymással, ezért a segélykérés meglehetősen rosszkor érkezett. A konfliktus 1239-ben tört ki, Gergely kiátkozta Frigyest, és keresztes háborút indított ellene. A váci püspök közvetítette IV. Béla király hűbéri esküjét a császárnak, amennyiben segít kiverni a tatárokat, de Frigyes, bár az ajánlatot elfogadta, tényleges segítséget nem nyújtott; félt, hogy a pápai hadak megerősödnek és rontják frissen megszerzett itáliai pozícióit. Megígérte, hogy amint a pápával a vitáit rendezi, a tatárok ellen vonul. A pápától sem kapott kedvezőbb választ: A krónikák szerint a pápa megsiratta Magyarországot. Bár a domonkosokon keresztül keresztes hadjáratot hirdetett a tatárok ellen, erre azonban nem jelentkezett senki. A tényleges segítség elmaradt, hiszen a pápát is lefoglalta a II. Frigyes császár ellen vívott háború. Gergely halála után a császár csapatai elhagyták a pápai területeket, az új pápaválasztás (IV. Celesztin) túlságosan lefoglalta a az egyházi rendeket és a császárt ahhoz, hogy beváltsák ígéretüket. 

### 1241 nyarától
Batu átkaroló hadművelete sikerült, a mongolok ellepték az ország területének a felét. 1241 nyarára Orda és Bajdár , Morvaországot átszelve Trencsény, Nyitra, Komárom felől – sikertelenül megostromoltva Turócot és Nyitrát –, Esztergomnál, majd Pest és Vác környékén egyesült Batu seregeivel.
Június vége felé megváltozott a tatárok taktikája. Miután most már az aratás ideje elérkezett, széltében terjesztették a hírt mindenfelé, hogy többé senkit sem bántanak, mindenki térjen vissza rendes békés foglalkozásához. Így történt aztán, hogy az éhség által gyötörve sokan előbújtak rejtekhelyeikből és nemsokára valamennyire ismét benépesültek a városok és falvak közvetlen környékei. E helyeken Batu kán rendeletére a közigazgatásának egy neme is életbe lépett úgy, hogy minden falu egy-egy tatárt választott magának urául. „Ez megtörténvén – írja Rogerius – a gabonát közértelemmel learatták, s azt és a szalmát, szénát s egyebet a csűrökbe hordták. Most már együtt tanyázott a tatár a kunnal és a magyarral, akik közül sokan egészen a tatárokhoz csatlakoztak, mások pedig félelmükben mindent megtettek kedvükre.”
1241 őszén a tatárok birtokolták a Dunától keletre és északra elterülő területeket.
1241 karácsonyán a mongolok sikeresen átkeltek a Dunán, kihasználva, hogy a szokatlanul hideg tél miatt az befagyott. A magyarok hiába próbálták a jég feltörésével megakadályozni az átkelést. A korabeli leírások szerint a mongolok cselhez folyamodtak: lovakat, marhákat hajtottak ki a partra, és magukra hagyták őket. A magyarok a másik oldalon azt hitték, hogy a mongolok elvonultak és átvezették az elhagyott állatokat a jégen. Ebből a mongolok látták, hogy a jég biztonságos és csapataik átlovagoltak a túlpartra, ahol a magyarok a túlerő miatt már nem tudtak nekik hatékonyan ellenállni.
Az újabb, nagyszabású mongol hadjárat 1242 januárjában indult. A magyarok már kerülték a nyílt összecsapásokat, védekezésül sokan erődített, vagy nehezen megközelíthető várakba vonultak, a magaslati kővárak (Esztergom, Tihany, Pannonhalma, Győr) vagy például a mocsárral körülvett Székesfehérvár feltartóztatta a tatárokat, akik nem sokat vesződtek hosszú ideig tartó ostromok végrehajtásával, sok esetben megkerülték azokat. IV. Béla újabb segítségkérő levele abban a hónapban ért a császári udvarhoz, ekkorra azonban már a tatárok átkeltek a Dunán, és nem sok esély volt megállítani őket a Dunántúlon. A király üldözésére és a Dunántúli területek elfoglalása Kádán feladata volt.

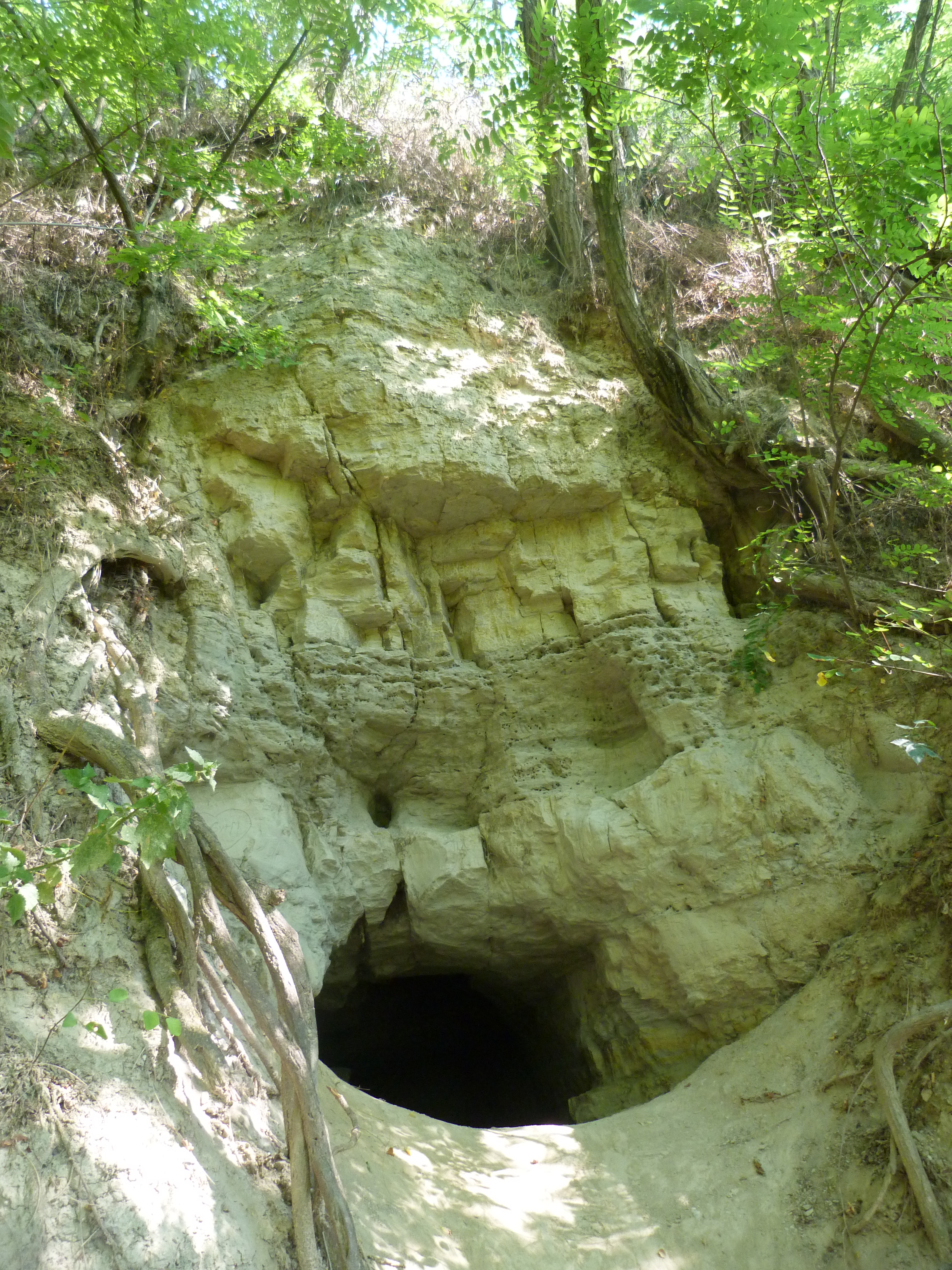
A kenesei Soós hegy meredek agyagos partfalában találhatóak a tatárlikak, a néphagyomány szerint a tatárjáráskor a falu népének egy része ezekben a barlangokban keresett menedéket

Zágrábból Béla király családjával először az Adriai-tenger partmellékén található Spalatóba (ma Split) ment, de nem érezte magát biztonságban, innen Trau (Trogir sziget várában húzta meg magát (ma a sziget szinte teljesen összenőtt a szárazfölddel, kis híd köti össze vele). A korabeli elbeszélés szerint családját hajóra tette, készen az azonnali menekülésre. A Kádán vezette tatárok a partot megszállva ígéretekkel próbálták rávenni a várost, hogy adja ki a királyt, de Trau nem válaszolt a kérésre, fenyegetőzésre. Aztán a mongolok hirtelen eltűntek, Kádán serege Bosznián át távozott az országból. A hirtelen távozás okai a történészek körében máig vitatott.

### A mongolok visszavonulása
Batu kán Esztergomnál vonta össze a nyugaton harcoló csapatait, és a fősereg Buda és Pest térségéből délnek fordult, feldúlta Pécset, majd a Duna vonalát követve, Szerbián át 1242 márciusában elvonult a Havasalföld felé. Kádán mongol vezér azonban még Kotor városáig feldúlta az adriai partvidéket, csapatai még a mai albán Shëngjin (Lezha) és Drisht városokban is tömeggyilkosságokat hajtottak végre, majd valahol bolgár területen egyesültek a főerőkkel. Érdekes módon a mongolok szerbiai és bulgáriai pusztításairól nem maradt fenn tudósítás. 1241 nyarán meghalt II. Iván Aszen bolgár cár, uralkodását teljes káosz követte; valószínűleg behódoltak a mongoloknak. Egy ausztriai évkönyv adatai szerint a Konstantinápolyban ekkor uralkodó II. Balduin latin császár szembeszállt a mongolokkal, de vereséget szenvedett. Batu csapataival hosszasan tartózkodott a bolgár területeken, és csak 1243-ban tért vissza a Volga mellé.

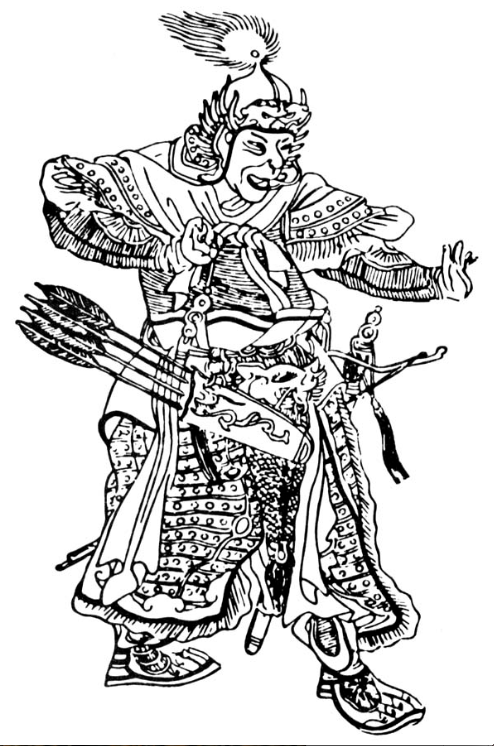
Szubotáj bagatur, a mongolok legendás stratégája

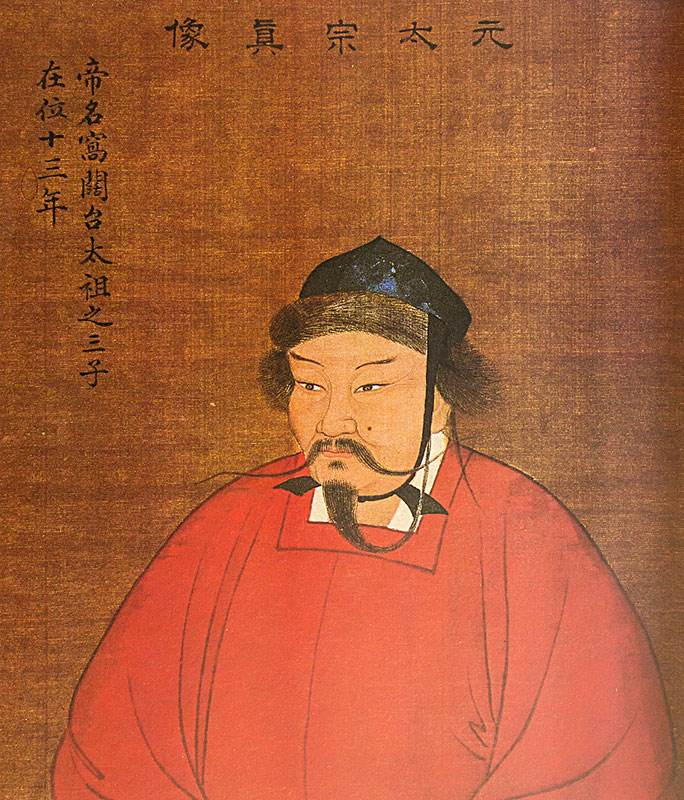
Ögödej nagykán portréja

A mongolok kivonulása Magyarországon a kortársak számára is váratlan volt, és az utókor történészei azóta is számos elméletet állítottak fel a magyarázatára. Az 1990-es évek derekán már egy sor komoly, tudományos igényű, de gyakran egymással is ellentétes elmélet létezett ezzel kapcsolatban.
A legrégebbi elmélet az, hogy Ögödej kán 1241. december 11-i halála miatt indult Batu kán haza. Erről adtak hírt a Mongol Birodalomban járt szerzetesek, valamint IV. Béla követei is.
A nagykán haláláról az éppen Ögödej által kiépíttetett birodalmi postaszolgálat révén 1242 február-márciusában már mindenképpen értesülnie kellett a Magyarországon tartózkodó mongol vezéreknek.
A legújabb kutatások cáfolják a mongol távozás okát Ögödej halálában kereső elméleteket.
Számos kutató azzal érvel, hogy Batu kánnak nem volt esélye a nagykáni hatalom megszerzésére. Azonban még Dzsingisz kán hozta azt a rendeletet, hogy minden utódjának részt kell vennie a nagykán választásán. A magyarországi mongol hadsereg vezetői között pedig számos más dzsingiszida leszármazott is volt Batu kánon kívül.
Korabeli kínai források szerint Szubotáj mongol hadvezér bírálta is Batu kánt, amiért vonakodott részt venni a nagykán megválasztásán. Egyébként pedig ha a választáson nem is volt esélye, Batunak mindenképpen fontos érdekei fűződtek ahhoz, hogy részt vegyen az azt megelőző politikai tárgyalásokon, és megpróbálja elérni számára kedvező jelölt előtérbe kerülését.
Számos nemzet, különösen a kelet-európai szlávok történészei jelölték meg a visszavonulás okát hazájuk harcosainak önfeláldozó, eredményes helytállásában. Kétségtelen, a mongol hadak rengeteg harcosa esett el. Kijev bevételétől kezdve a mongol sereg az orosz, lengyel, cseh, osztrák és magyar seregek elleni csatákban sok harcost vesztett. A magyarországi veszteségeik különösen kiemelkedtek, erről mongóliai és nemzetközi források is beszámoltak, mint Plano Carpini vagy II. Hetum örmény király. Nem tudta megsemmisíteni a teljes magyar haderőt – erre bizonyíték az is, hogy IV. Béla röviddel a tatárjárás után több külföldi hadjáratot vezetett, és visszaszerezte a tőle kizsarolt nyugati megyéket –, és nem tudta elfoglalni a magyar erődítmények jelentős részét sem.
IV. Bélának Rómába küldött leveléből tudjuk, hogy Fehérvár, Esztergom, Veszprém, Tihany, Győr, Pannonhalma, Moson, Sopron, Vasvár, Zala, Léka, Pozsony, Nyitra, Komárom, Fülek és Abaújvár 1242. február 2-án még magyar kézen volt. Egyéb források vizsgálatából valószínűsíthető, hogy közel százhatvan magyar vár, kolostor és egyéb erődítmény nem került a mongolok kezére. Ugyanakkor nem állja meg a helyét az a korábban elterjedt vélekedés, hogy a a mongolok nem lettek volna képesek a várostromra. Orosz földön, Erdélyben sok erődített helyet vettek be napok alatt kínai hadigépeik segítségével és az Alföldön is ekkor tűnt el nyom nélkül sok korábbi magyar erődített település. A nyugatabbra egyre sűrűbben elhelyezkedő várak azonban megosztották fogyatkozó erőiket, lelassították haladásukat. Másrészt viszont a mongolok a meghódított népek közéből folyamatosan feltöltötték soraikat, és nem valószínű, hogy éppen 1242 tavaszára fogytak volna el Batu harcosai.
A fennmaradt oklevelek tanúsága szerint a mongolok uralmával a közrendűek is szembeszegültek. Az ostromlott erősségekben lévő harcosok és a nép együttes ellenállása nagyon megnehezíthette a mongolok dolgát, akik számbelileg szét voltak szóródva Magyarországon. A kor viszonyai mellett a mongol hadsereg ellátása is nehézséget okozhatott, a hátukban pedig orosz területen új ellenállások szerveződtek, főleg később, miután az oroszok a Csúd-tónál legyőzték a Német Lovagrendet, és erőik felszabadultak.
Más, magyar kutatók szerint az 1241–42-es hadjárat eredeti célja nem is a hódítás volt, hanem egyfajta felderítő hadművelet a későbbi birtokba vételt megelőzően. Ennek a hipotézisnek a bizonyítására sincsenek azonban megfelelő adatok. Az azonban kétségtelen, hogy a mongolok végső, ideológiai célja az egész ismert világuk meghódítása volt. Dzsingisz kán azt tűzte ki célul számukra, hogy a „végső tengerig” hódítsanak, és ők elindultak a szélrózsa minden irányába. Célpontjaiknak kötelessége volt behódolni, aki nem tette meg, azt elpusztították.
Sinor Dénes (1916-2011) a bloomingtoni Indiana Egyetem (USA) közép-ázsiai tanulmányok egykori professzora ökológiai szempontból vizsgálta a mongolok visszavonulásának kérdését. Úgy vélte, hogy a mongol hadsereg lovainak a második évre már nem maradt elegendő legelő, nem termett elég fű a Kárpát-medencében, összességében a tatár visszavonulásnak elsősorban logisztikai okai vannak. Sinor szerint az Európát lerohanó tatár sereg nagyságát 100-150 000 harcosra kell becsülni. Erősségük a lovasságukban rejlett, amelynek lóállománya kimeríthetetlennek tűnt. Minden harcosnak legalább három-négy ló állt rendelkezésére, ami azt jelentette, hogy összesen nem kevesebb, mint 400 000 lóra volt szükségük. Ehhez viszont 42 000 négyzetkilométernyi legelőre volt szükség a lovak etetéséhez. Érvelését azonban általában nem fogadják el, mivel a mongolok fűben sokkal szegényebb helyeket is sikerrel hódítottak meg.
Egy másik elmélet szerint a visszavonulás oka az időjárás rosszra fordulása volt: a szokatlanul nedves tavasz elmocsarasította a magyar pusztát, megnehezítve a lovas seregek mozgását, egyúttal csökkentve a lehetséges legelők területét. 1238 és 1241 között átlag feletti hőmérsékletek voltak a Kárpát-medencében. Az 1241/42-es tél viszont különösen hideg és csapadékos volt. A Duna is befagyott, ami segítette a mongol csapatok előrenyomulását a Dunántúl irányában. A sok havat követően az 1242-es év tavasza is csapadékosan alakult, ami miatt a pusztaságokat elöntötte az ár- és a belvíz. Ez ellehetetlenítette a lovak etetését. A tanulmány azt is kimutatta, hogy a meleg és csapadékos időjárás korábban, az 1211 és 1225 közti időszakban viszont ahhoz járult hozzá, hogy a mongol hordák egyre nagyobb kiterjedésű területet tudtak birtokba venni, hiszen elegendő friss legelő állt rendelkezésükre. Pusztításaik nyomában pedig az elnéptelenedett vidékeken egy időre újra a természet vette birtokba a korábban megművelt területeket.
Thomas T. Allsen amerikai mongolista arra hívta fel a figyelmet, hogy a korabeli kínai és mongol források az 1241-ben indult hadjáratot következetesen „kun hadjáratnak” nevezik. Ebből arra lehet következtetni, hogy a hadművelet eredeti célja csak az volt, hogy a mongolok az eurázsiai sztyeppe nyugati részét addig uraló kunok hatalmát megtörjék és oda is kiterjesszék birodalmukat, ami teljes mértékben sikerült is.

### A magyar és a tatár sereg létszáma

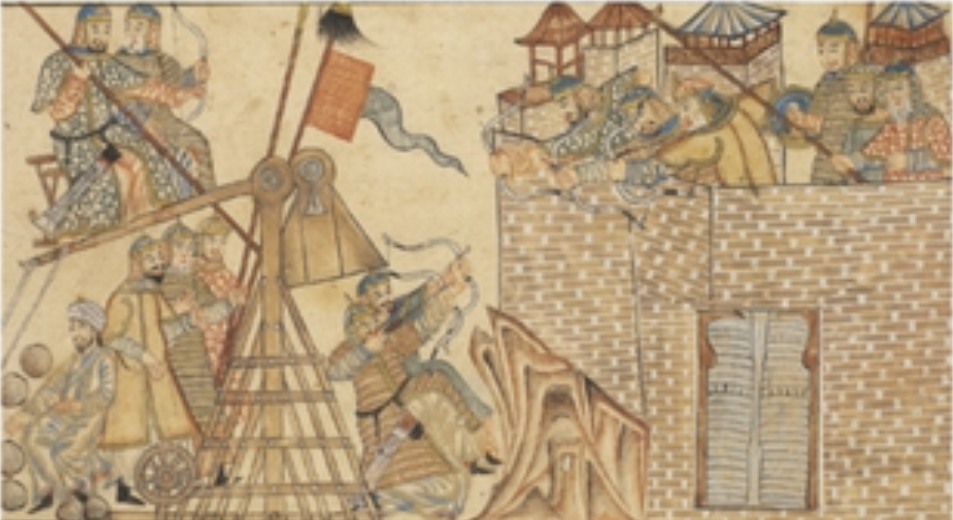
Mongol várostrom, hajítógéppel
(korabeli miniatúra)

A mongol és a magyar csapatok létszámáról meglehetősen eltérő adatok keringenek. A több százezres létszámok erősen túlzók. A félelemkeltés és elrettentés a korabeli háborús „marketing” része volt. Mindkét oldalról fontos szempont volt, hogy aki győzött, az elmondhassa, hogy nagy sereget pusztított el, akit legyőztek, azok a rettentően nagy seregtől kaptak ki. Korabeli források 400-500 ezer fős tatár sereget emlegetnek, mértékadó források szerint azonban az egész európai hadjáratra induló (tehát a Kijevi Rusz, a lengyelországi és cseh illetve magyar támadásban résztvevő mongol sereg) katonai kontingens legfeljebb 150 ezer fő lehetett, de létezik olyan vélemény, ami 90 ezer főben maximálja az Európát támadó mongol sereg létszámát.
Ezt a sereget a 19. század közepén Rosty Zsigmond még 63 ezer főre becsülte. Szalai László ötven évvel később úgy vélte, Európa ellen támadó tatárok létszáma 500 ezer, ebből 100 ezer Lengyelország felé indult. A király vezette sereg nála is 60 ezer főt számlált. Bárczay Oszkár 60-65 ezer főre tette Béla seregét a muhi csatában, Batuét 40 ezer főre. Hóman Bálint a tatár sereg létszámát 50-60 ezer főre becsülte, és megjegyezte, hogy bár a magyar sereg ennél nagyobb volt, de úgy a vezetők, mint a katonák alábecsülték a mongol veszedelmet, továbbá hiányzott a valódi hadvezér. A másik véglet Zichy Ladomér véleménye, aki úgy a sereg létszámát, mint a pusztítás mértékét már a múlt század közepén a legkisebbre tette. Szerinte a teljes tatár sereg 30-40 ezer harcosból állt, velük szemben sorakoztak fel az összesen 15 ezer fős magyar csapatok.
A mai történészek azonban már közel állnak egy bizonyos mértékig igazolható konszenzushoz. Kristó Gyula írja, hogy Sejbán, annak a mongol hadtestnek a parancsnoka, aki maga után húzta IV. Béla csapatait Muhi felé a Sajó partjára, úgy ítélte, hogy a magyar sereg kétszer akkora volt, mint maga a tatár had. Kristó szerint Batu, aki akkor még nem egyesült az északi, Bajdar vezette és déli, Kádán, Büdzsek, Borondáj irányította seregcsoporttal, legfeljebb 60 ezer főnek parancsnokolt. IV. Béla serege ennél jóval kisebb lehetett, egyrészt a kun csapatok (kb. 20-40 ezer harcos). kivonulása miatt is.
A Magyar Királyság hadipotenciálját illetően csak becslésekre lehet támaszkodni. A Magyarország hadtörténete az 1,8–2,2 milliós lakosság hadra fogható létszámát ~50 ezer főre számítja, azonban a lakosság számát tekintve is nagyok az eltérések a történelmi munkák között. Figyelembe kell venni, hogy tartalékolni kellett a várak és egyéb létesítmények, települések őrzésére is katonákat, illetve hogy a muhi csata előkészületei alatt az erdélyi csapatokat már lekötötték a betörő tatárok. Külön probléma volt, hogy mennyire tudták a csapatok kiállítására kötelezett megyék teljesíteni a rájuk kiszabott kvótát. A tatároktól feldúlt és már elpusztított városok, pl. csanádi, váci püspök csapatai sem lehettek jelen a csatában. Az útvonalukon lévő településeket feldúlva távozó kunok is lekötöttek katonákat. A muhi csatában így a Pest alól felvonuló sereg létszáma mintegy 15-25 ezer fő között lehetett. A tízkötetes Magyarország története c. kiadványban Kristó Gyula összefoglalta: az 1240 körüli európai hadjáratban a mongol sereg kb. 150 ezer fő lehetett, Ebből Batu Muhinál kb. 60 ezer, IV. Béla összes hadereje legfeljebb 60 ezer főt számlálhatott.

### A tatárjárás közvetlen következményei
1241 áprilisa és 1242 márciusa közötti majdnem egy év leforgása alatt az ország lakosságának jelentős része halt meg, emellett tetemes volt az anyagi kár is. Egyes korabeli történészek az ország teljes megsemmisüléséről tudósítottak, a későbbi történetírók árnyaltabban látják a pusztítás mértékét. A tudomány világában ez ma még élénk vita tárgya. Bár a történészek között eltérés van a halottak arányáról és pusztítás mértékéről, abban egyetértenek, hogy az ország hatalmas területei néptelenedtek el. A teljes népességcsökkenésre vonatkozó becslések a 10 százaléktól az 50 százalékig terjednek.
20. századi történészek, – akikre Magyarországon később is sokan hivatkoztak, – Szabó Kálmán szerint az Alföld teljes népessége elpusztult, Zichy Ladomér alapján viszont nem volt a pusztítás annyira jelentős.
Katona Tamás alapján Magyarország lakosságának kb. 40-50%-a halt meg, (3 millióból kb. 1,5 millió ember).
A magyar származású amerikai történész, Peter Sugar  és történésztársai, Hanák Péter, Frank Tibor alapján a síkvidéken a települések 50-80 százaléka pusztult el; erdős területeken, a hegyvidéken és Erdélyben a népességveszteséget 25-30 százalékra becsülik.
Györffy György számításai a Dunántúl és a nyugati országrészek pusztulását durván 20%-ra, az Alföld pusztulását 60%-ra teszik. Ugyanakkor a járványok hatására kialakult magas gyermekhalandóságot és a születéscsökkentést is vizsgálva a 13. századi magyarság népességvesztése elérhette az 50%-ot. 
A Pozsonyi-, Budai- és Thuróczi-krónika említi, hogy a tatárok kivonulása után többen vesztek el Magyarországon az éhínség folytán, mint ahányat a tatárok megöltek és rabságba hurcoltak.
Kérdéses azonban, hogy mely falvak elnéptelenedése köthető egyértelműen a mongol hadsereg általi pusztítás, az invázió rövid távú következményei és mely esemény a hosszú távú társadalmi és gazdasági változások következtében következett be.
A korabeli Spalatói Tamás a következőket írja: 
„De nem elég, hogy a barbárok dühe egész Magyarországot fegyverrel irtózatosan összetörték, az éhségnek nyomban utána bekövetkezett veszedelme az éhhalál dögvészével a nyomorult népet szintén pusztítá. A tatárok dühöngésének idején ugyanis a lakosok nem vethették be földjeiket, nem tudták az elmúlt aratás idején a gabonát behordani, s így élelmiszereik nem lévén, a nyomorultak az éhség kínjától emésztve, egyre jobban hullottak. A mezőkön, úton-útfélen a holttestek oly nagy tömege hevert, hogy bátran azt hihette az ember, miszerint az éhség nem kevésbé pusztította a magyar nemzetet, mint a tatárok vérszomjas kegyetlensége. Ezenkívül még a ragadozó farkasok is mint az ördög barlangjából csapatosan törtek elő, s embervér után szomjazva, nem is alattomos támadással, hanem egyenesen rátámadtak a házakra, az anyák kebeléről leragadták a csecsemőket, sőt még a fegyveres embereket is megtámadták és iszonyatosan szétmarcangolták.” 
A régészeti leletek, ásatások eredményei példátlan jellegű katasztrófáról – lényegében Magyarország népének nagyarányú pusztulásáról – számolnak be. Rogerius mester Carmen miserabile című műve, amely nem sokkal az események után íródott, döntő szerepet játszik a tatárjárás történetének rekonstruálásában. Ez a mű, amelyet egy magas rangú, mongol fogságba esett egyházi személy írt latinul, szemtanúként írja le a megszállók által elkövetett atrocitásokat. Ez és a többi korabeli forrás azt sugallja, hogy a Magyar Királyság 1241-42-ben a hatalmas mészárlás közepette majdnem összeomlott.
A kifosztott, kiürült települések nagy része a tatárok felvonulási útvonalába estek. Batu kán csapatainak vonulási sávja Vereckétől a Zempléni hegység déli részén, Dél-Borsod Dél-Heves síkságain egészen Pest környékéig húzódott, Orda felvonulási útja Nyitra, Észak-kelet Komárom, a mongol déli seregtest útvonala mentén a Szamos és Maros két partja, a Duna-Tisza köze, míg a régészeti leletek a Dunántúlon Győrig és Pannonhalmáig vezető hadi utak melletti területek, Fejér vármegye nagy része, Somogy, Tolna, Baranya és a dél felé vezető hadi utak mellett mutattak ki nagyobb falupusztulást. A tatárok kivonulása után az ország jelentős része romokban állt és pusztításuk jelentősen befolyásolta az ország etnikai térképét is.
A megműveletlen földek okozta éhínség, a lakosságot a temetetlen holtak miatt tizedelő járványok ugyancsak nagy arányú népességcsökkenést eredményeztek, továbbá 1243-ban az első termést hatalmas sáskajárás pusztította el. Baranyában például a tatárjárás előtti és utáni összeírás alapján elmondható, hogy 10 faluból négy elpusztult de egyes helyeken ennél kisebb volt a veszteség, néhol pedig ennél nagyobb. A mai Újvidék helyén például nyolc faluból csak három maradt meg, voltak azonban olyan területek is amelyek kevésbé szenvedték meg a tatárok pusztítását; például a Csallóköz vagy a Dunántúl sűrűbben lakott nyugati fele és több helyen a hegyvidékek. Itt a lakosság könnyebben el tudott bújni a tatárok elől.
IV. Béla hadakozása II. Frigyes osztrák herceggel, hogy visszaszerezze nyugati területeit nem sokkal a tatárok kivonulása után, valamint a király küzdelme a babenbergi örökség megszerzéséért Frigyes 1244-ben bekövetkezett halála után valószínűsíti, hogy az ország mozgósítható hadserege nem semmisült meg teljes egészében Muhinál. Magyarországnak tehát még mindig volt katonai potenciálja az ország nyugati részén, vélhetően olyan erőkből, amelyek nem vettek részt a muhi csatában.

## Az európai helyzet

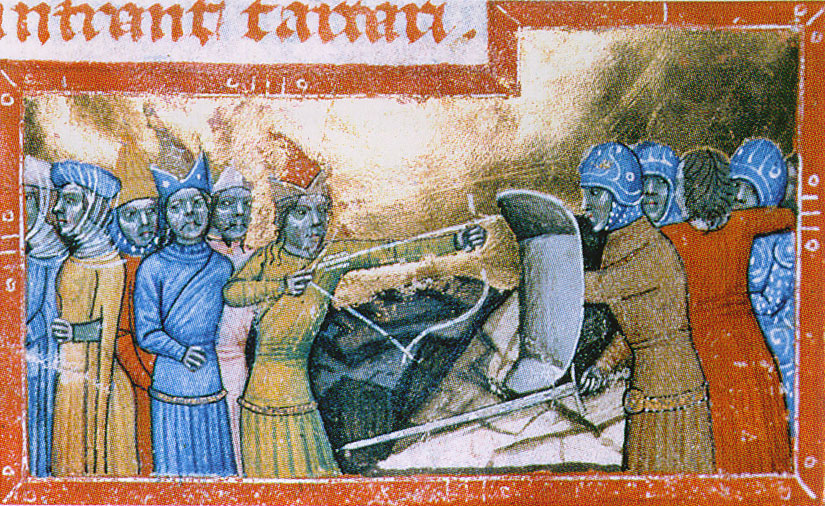
Illusztráció a Képes krónikából

IX. Gergely pápa 1241 augusztusában, 94 éves korában meghalt, és az új pápát, IV. Celesztint csak október 25-én sikerült megválasztani, de ő alig két hét múlva, november 10-én elhunyt. Ezután másfél éves pápai interregnum következett, IV. Incét a konklávé majd csak 1243. június 25-én választotta pápává. Neki fontos szerepe volt a II. Frigyes és IV. Béla közötti hűbéri viták rendezésében. Béla ugyanis egész királyságát Frigyesnek ajánlotta fel, amennyiben a császár segít kiűzni a tatárokat Magyarországról. Miután Frigyes nem küldött sereget Béla megsegítésére, a magyar korona megőrizte függetlenségét, amelyet a császár nem akart elismerni. Ekkor Béla a pápához fordult, aki feloldozta a magyar királyt a császárnak tett hűségesküje alól.

### Az ország újjáépítése
IV. Béla hazatérte után államférfiként viselkedett. Legfontosabb feladatának a védelmi intézkedéseket tartotta, mivel a tatárok tartósan berendezkedtek Oroszországban, és a Batu vezette Arany Horda bármikor újabb támadást indíthat az ország ellen. Újjászervezte a királyi hadsereget, például a király közvetlen seregét páncélosokkal erősítette meg, kötelezte a városokat, nagybirtokosokat és a felvidéki jobbágyfiakat hogy járuljanak hozzá a sereg kiállításához, bőrpáncéllal védett könnyűlovasságot hozott létre, akiket a visszahívott, mintegy negyvenezer lélekszámú kunok is erősítettek, mivel azok otthon voltak a mongolokkal szemben alkalmazható harcmodorban. Szorgalmazta a kővárak építését – az első lyoni zsinat (1245) döntéseinek megfelelően is –, lehetőleg hegytetőkön, mert azokat nehezebb volt ostromgépekkel elfoglalni. Addig, kevés kivételtől eltekintve – például Esztergom, Veszprém, Székesfehérvár, Lupcsavár (Zólyomlipcse?) – nagyrészt földvárak álltak. A várak fenntartásához földadományokkal járult hozzá. Ekkor alakultak ki az első váruradalmak is. Egyik hívét a Dunától keletre eső területre küldte, akinek feladata a lerombolt országrészek közbiztonságának helyreállítása volt, egyúttal visszahívta az elmenekült lakosokat, és újranyitotta a királyi jövedelmek nagy részét kitevő erdélyi sóbányákat.
A muhi csata előtti birtokvisszavételi politikájának kudarcát felismerte, új birtokadományokat intézett, de ezeket már szigorú védelmi feltételekhez kötötte. A tatárjárás előtti tíz kővár 1270-re már százra gyarapodott, ezekből 37 közvetlen a király tulajdonában volt. A Király építtette Szepes, Sáros, Visegrád és Buda várát is. A már meglévő városokat fallal vették körül, a polgárokat erődíthető helyekre költöztette. Sajnos sok esetben ezek a várak nem egy átgondolt stratégiai megfontolás részeként épültek, ennek ellenére az építmények jelentős szerepet töltöttek be az elkövetkező évszázadokban. Intézkedéseinek hatásaként az 1285-ös, Nogáj  vezette ún. második tatárjárást már Béla unokája, IV. László könnyen visszaverte. Új, birtokvisszavételi politikájának köszönhetően 1247-ben nagy területeket nyertek a johannita kereszteslovagok, akik megkapták az al-dunai Szörénységet és az Olton túli kun területeket is.
IV. Béla uralkodása alatt az ország fokozatosan újjáépült, a királyt ezért szokták „második honalapítónak” is nevezni. A parasztok szabad költözésének tiszteletben tartása miatt egy belső népvándorlás indult el egyrészt az elpusztított területek, másrészt az eddig gyepűként szolgáló, megműveletlen országrészek benépesítésére.
A tatárjárás után IV. Béla a királyi jövedelmeket zsidó bérlők kezébe adta. Ekkor alakult ki Budán a zsidónegyed a későbbi Szent György tér nyugati oldalán. Az ország újjáépítéséhez szükség volt a hitelügyletekkel is foglalkozó zsidókra. Szolgálataikért 1251-ben kiváltságlevelet kaptak Bélától; ebben a kamara szolgáinak nyilvánítja őket, így a király közvetlen védelme alatt álltak.
A király külföldi telepeseket hívott be az országba és visszahívta kunokat is. Szívesen látták az idegen országokból érkező kézműveseket is, akik nem annyira tanyákon, falvakban telepedtek le, hanem a városokban tömörültek. Ezek között a legtöbb német volt.
Hosszú távon a tatárjárás után jelentős változások következtek be Magyarországon. IV. Béla a 13. század második felében átvette azokat a társadalmi és gazdasági újításokat, amelyek lehetővé tették a parasztgazdaság, mezőgazdasági rendszerek, városfejlesztési további fejlődését, ösztönözte a háziipar, kézműipar erősödését, lehetőséget adott az ún. hospesréteg kialakulására akik kiváltságaik révén magas szabadságot kaptak. Ezek az intézkedések meglehetős társadalmi mobilitással és gazdasági rugalmassággal párosultak, lehetővé tették a kereskedő és iparosréteg megerősödését. A délnémet városokba és Észak-Itáliába (Velencébe) irányuló állatkivitel első időszaka is erősítette az ország gazdaságát. Az ezüst- és aranybányászat intenzívebbé válása is jelentős mértékben hozzájárultak Magyarország felvirágzásához. A bányák és az állattenyésztés-központú agrártermelés, a stabil politikai rendszerrel párosulva a későbbi gyors fejlődés időszakát eredményezték.
Házassági politikája is a tatárok elleni védelem bizonyos eszköze volt. Két leányát orosz, egy harmadikat lengyel hercegekhez adta. A kunokkal kötött szövetséget István fiának egy kun előkelőség lányával kötött házassága pecsételte meg.

## További mongol betörések

### 1285
1285-ben Tode Möngke kán unokaöccse, Talabuga és hadvezére, Nogáj vezetésével a mongolok újból megtámadták Magyarországot. Ez volt az ún. második tatárjárás. Erdély feldúlása után egész Pestig jutottak. Ott IV. László király serege szétverte, majd egészen a Keleti-Kárpátokban lévő szorosokig űzte őket. Torockónál a székelyek segítségével a király seregei ismét győztek, és a tatár hadak maradékát kiűzték az országból. Vizsoly mellett Baksa György aratott győzelmet, egy másik csatában Borsa Loránd erdélyi vajda is győzött. A folyamatos üldözés és a vesztes csaták miatt a mongolok kénytelenek voltak zsákmányuk nagy részét hátrahagyni. Mongol szempontból katasztrofális volt a hadjárat, a hagyomány szerint maga Talabuga is csak gyalog, felesége pedig valami rossz gebén tudott csak kivergődni Magyarországból.

## 1345
Lackfi András (1310 körül – 1359) erdélyi vajda nevéhez fűződik az Erdélybe betörő tatárok felett 1345-ben aratott páratlan győzelem.

### Utolsó tatárjárás
A Kárpát-medence területén Erdélyben voltak az utolsó tatárjárások: 1694-ben és 1717-ben.

## A kutyafejűek
A magyar hagyományban az emléküket őrző kutyafejű jelzőről a történészek véleménye megoszlik, de egyes tatárok torzított koponyájából (az alakítás technikája: a nyakszirten és feltehetően a homlokon is egy-egy kemény lemezt helyeztek el, amelyeket kötelékkel szorítottak össze), vezéreik kutyakoponyás jelvényéből, illetve az abban az időben viselt prémes szegélyű, csüngőkkel és farkasfarokkal díszített harci sisakjaik alapján is eredhet.
Figyelemre méltó az is, hogy a nyugat-európai híradások a honfoglaló magyarokat is félig ember, félig állat lényekként jellemezték, a kalandozások ihlette folklórban pedig szintén kutyafejűként jelentek meg.

## A magyarországi tatárjárás feldolgozásai

### Szépirodalom
- Kisfaludy Károly: A tatárok Magyarországon (színdarab), 1809
- Makkai Sándor: Sárga vihar (regény). 1934
- Tormay Cécile: Az ősi küldött (regény). 1934–37
- Kodolányi János: A vas fiai (1936), Boldog Margit (1937), Julianus barát (1938) (regénytrilógia)
- V. G. Jan: A tatárjárás (regénytrilógia, 3. rész, 1954), Európa Könyvkiadó és Kárpáti Kiadó, Budapest és Ungvár, 1988, ISBN 963-07-2966-0
- Hegedüs Géza: Az írástudó (regény). 1956
- Hunyady József: Aranyhorda (regény). Gondolat Könyvkiadó, 1968, 1972
- Karczag György: Zúgó nyilak (regény). Móra Ferenc Könyvkiadó, 1970
- Lőrincz L. László: A sólyom kinyújtja karmait, Az utolsó hvárezmi nyár (regények)
- Benkő László: A végső tenger (regény). 2006
- Urbánszki László: Anno Domini (könyvsorozat), 2014-2016

### Film
- Az Oszmán Birodalom felemelkedése (2020-2022), török történelmi dokudráma [101]
- Egyedül a Nagy Mongol Birodalom ellen (2023) magyar dokumentumfilm [102]

### Festészet
- Than Mór: IV. Béla menekülése (1882)